# Консерватизм в США
Консервати́зм в Соединённых Шта́тах Аме́рики — политическая и социальная философия, для которой характерны уважение к американским традициям, республиканизм, индивидуализм и моральный универсализм, поддержка бизнеса и борьба с профсоюзами, пропаганда антикоммунизма и американской исключительности, защита христианских ценностей и западной культуры от предполагаемых угроз, исходящих от социализма, коммунизма, авторитаризма, автократии и морального релятивизма.
Американские консерваторы считают личную свободу — в рамках американских ценностей — основной ценностью и фундаментальной чертой демократии, эта точка зрения контрастирует с позицией современных американских либералов, которые, соглашаясь с тем, что свобода является основной ценностью, в то же время допускают вмешательство государства для достижения социальной справедливости. Американские консерваторы верят в необходимость ограничения полномочий государства, а также в необходимость баланса между национальным правительством и правами штатов. Помимо некоторых либертарианцев, они, как правило, выступают за активные действия в областях, которые, по их мнению, находятся в пределах законной юрисдикции правительства, особенно в сфере национальной обороны и правоохранительных органов. Социальные консерваторы выступают против абортов и однополых браков, в защиту традиционной семьи и молитвы в государственных школах.
Как и большинство американских политических идеологий, консерватизм исходит из республиканизма, отвергая аристократическое и монархическое правительство и поддерживая принципы Декларации независимости США и Конституции США. Консервативная философия США также вытекает из классической либеральной традиции XVIII и XIX веков, которая отстаивала принцип невмешательства государства в экономику (то есть экономическую свободу и дерегулирование).
Историки, такие как Патрик Алитт и политические теоретики, такие как Рассел Кирк, утверждают, что консервативная традиция играет важную роль в американской политике и культуре с 1776 года. Однако они утверждают, что организованное консервативное движение с идеологией, которая отличаясь от идеологий других американских политических сил играет ключевую роль в политике только с 1950-х годов. С середины XX века консервативное движение по большей части является доминирующей силой в Республиканской партии, однако, долгое время основой консервативного лагеря в США являлись «южные демократы».

## Обзор
История американского консерватизма была отмечена конкурирующими идеологиями и напряжённостью между фракциями. Консервативное движение 1950-х годов попыталось объединить эти разные течения, чтобы предотвратить распространение «безбожного коммунизма».
Фискальные консерваторы и либертарианцы отдают предпочтение «малому правительству», свободной экономике, низким налогам, ограниченному регулированию,снижению государственных расходов и свободному предпринимательству. Социальные консерваторы на первое место ставят угрозу традиционным социальным ценностям со стороны секуляризма, они склонны поддерживать обязательность молитвы в школах и выступать против абортов и однополых браков. Неоконсерваторы хотят распространить то, что они считают американскими идеалами во всём мире. Палеоконсерваторы выступают за ограничение иммиграции, невмешательство в политику других стран и противодействие мультикультурализму.
Большинство консервативных фракций по всей стране, за исключением некоторых либертарианцев, поддерживают одностороннюю внешнюю политику и сильную армию. Большинство, особенно либертарианцы, поддерживают право граждан на хранение и ношение оружия, ссылаясь на вторую поправку к Конституции США.
В 1955 году писатель и политический обозреватель Уильям Ф. Бакли-младший в первом выпуске своего правоконсервативного журнала National Review объяснил стандарты нового издания, фактически сформулировав убеждения американских консерваторов:

Среди наших убеждений: работа централизованного правительства (в мирное время) — защищать жизнь, свободу и собственность своих граждан. Все другие действия правительства имеют тенденцию уменьшать свободу и препятствовать прогрессу. С ростом правительства (доминирующей социальной чертой этого столетия) нужно бороться неустанно. В этом великом социальном конфликте эпохи мы безоговорочно на либертарианской стороне. Глубокий кризис нашей эры — это, по сути, конфликт между социальными инженерами, которые стремятся приспособить человечество к научным утопиям, и учениками Истины, которые защищают органический моральный порядок. Мы полагаем, что истина не достигается и не освещается в ходе мониторинга результатов выборов, хотя и обязательна, но для других целей, но другими способами, включая изучение человеческого опыта. По этому вопросу мы безоговорочно находимся на консервативной стороне.Оригинальный текст (англ.)Among our convictions: It is the job of centralized government (in peacetime) to protect its citizens' lives, liberty and property. All other activities of government tend to diminish freedom and hamper progress. The growth of government (the dominant social feature of this century) must be fought relentlessly. In this great social conflict of the era, we are, without reservations, on the libertarian side. The profound crisis of our era is, in essence, the conflict between the Social Engineers, who seek to adjust mankind to scientific utopias, and the disciples of Truth, who defend the organic moral order. We believe that truth is neither arrived at nor illuminated by monitoring election results, binding though these are for other purposes, but by other means, including a study of human experience. On this point we are, without reservations, on the conservative side.— 
По словам историка Питера Вирека, американский консерватизм отличается от европейского тем, что не был связан с монархией, земельной аристократией, официальной церковью или военной элитой. Вместо этого американские консерваторы прочно укоренились в американском республиканизме, против которого выступили европейские консерваторы. По словам социолога и политолога Сеймура Мартина Липсета, американские консерваторы верят в то, что Америка «превосходит холодную реакционную монархическую и более жёстко привязанную к статусу систему европейского общества».

### Идеология и политическая философия
В сфере экономики, американские консерваторы находились под сильным влиянием классического либерализма и либертарианства, в первую очередь, таких их представителей как Фридрих Хайек и Милтон Фридман. Основным источником влияния была «Чикагская школа». Американские консерваторы всегда были категорически против кейнсианства.
Традиционные консерваторы (беркианцы) имеют тенденцию занимать антиидеологические позиции, а некоторые даже антифилософские, способствующие, как объяснил Рассел Кирк, постоянному потоку «предписаний и предубеждений». Использование Кирком слова «предубеждение» здесь не предназначено для того, чтобы нести его современную уничижительную коннотацию: будучи консерватором, он сам полагал, что унаследованная мудрость веков может быть лучшим руководством, чем очевидно рациональное индивидуальное суждение.
Есть две пересекающиеся подгруппы социальных консерваторов — традиционная и религиозная. Социальные консерваторы-традиционалисты решительно поддерживают традиционные кодексы поведения, особенно те, которые, по их мнению, находятся под угрозой социальных изменений и модернизации. Например, консерваторы-традиционалисты могут выступать против использования женщин-солдат в бою. Религиозные консерваторы выступают за подчинение общества предписаниям религиозного органа или кодекса. В США это приводит к жёсткой позиции по моральным вопросам, например, против абортов и гомосексуальности. Религиозные консерваторы часто утверждают, что «Америка является христианской нацией» и призывают к принятию законов, обеспечивающих соблюдение христианской морали.
Фискальные консерваторы поддерживают ограниченное правительство, низкие налоги, низкие государственные расходы и сбалансированный бюджет. Они утверждают, что низкие налоги создают больше рабочих мест и благ для всех, и, как сказал президент Гровер Кливленд, «ненужное налогообложение — это несправедливое налогообложение». Движение против налога на наследство маркирует такой налог как «налог на смерть». Фискальные консерваторы часто утверждают, что конкуренция на свободном рынке более эффективна, чем регулирование отрасли. Некоторые делают исключения в случае трастов или монополий. Другие, такие как некоторые либертарианцы и последователи Людвига фон Мизеса, считают, что любое вмешательство правительства в экономику расточительно, коррумпировано и аморально. Более умеренные фискальные консерваторы утверждают, что «экономика свободного рынка» является наиболее эффективным способом стимулирования экономического роста.
Многие современные американские фискальные консерваторы принимают некоторые программы социальных расходов, специально не прописанные в Конституции. Тем не менее, некоторые американские фискальные консерваторы рассматривают более широкий социальный либерализм как стимул для увеличения расходов на эти программы. Таким образом, фискальный консерватизм сегодня существует где-то между классическим либерализмом и современными политическими философиями, основанными на принципах конъюнктивизма, и на него влияют совпадающие уровни социального консерватизма.
В течение большей части XX века главной силой, объединяющей различные направления консерватизма и объединяющей консерваторов с либералами, была оппозиция коммунизму и Восточному блоку во главе с СССР, которые рассматривалась не только как враг традиционного порядка, но и как враг западной свободы и демократии. Так, именно британское лейбористское правительство во главе с Клемент Эттли, обещавшее создать в Великобритании государство «всеобщего благоденствия» в соответствии с идеями демократического социализма, подтолкнуло администрацию Трумэна в 1945—1947 годах занять решительную позицию против советского коммунизма.

### Социальный консерватизм и традиционализм
Основные статьи: Традиционалистский консерватизм в США и Социальный консерватизм в США

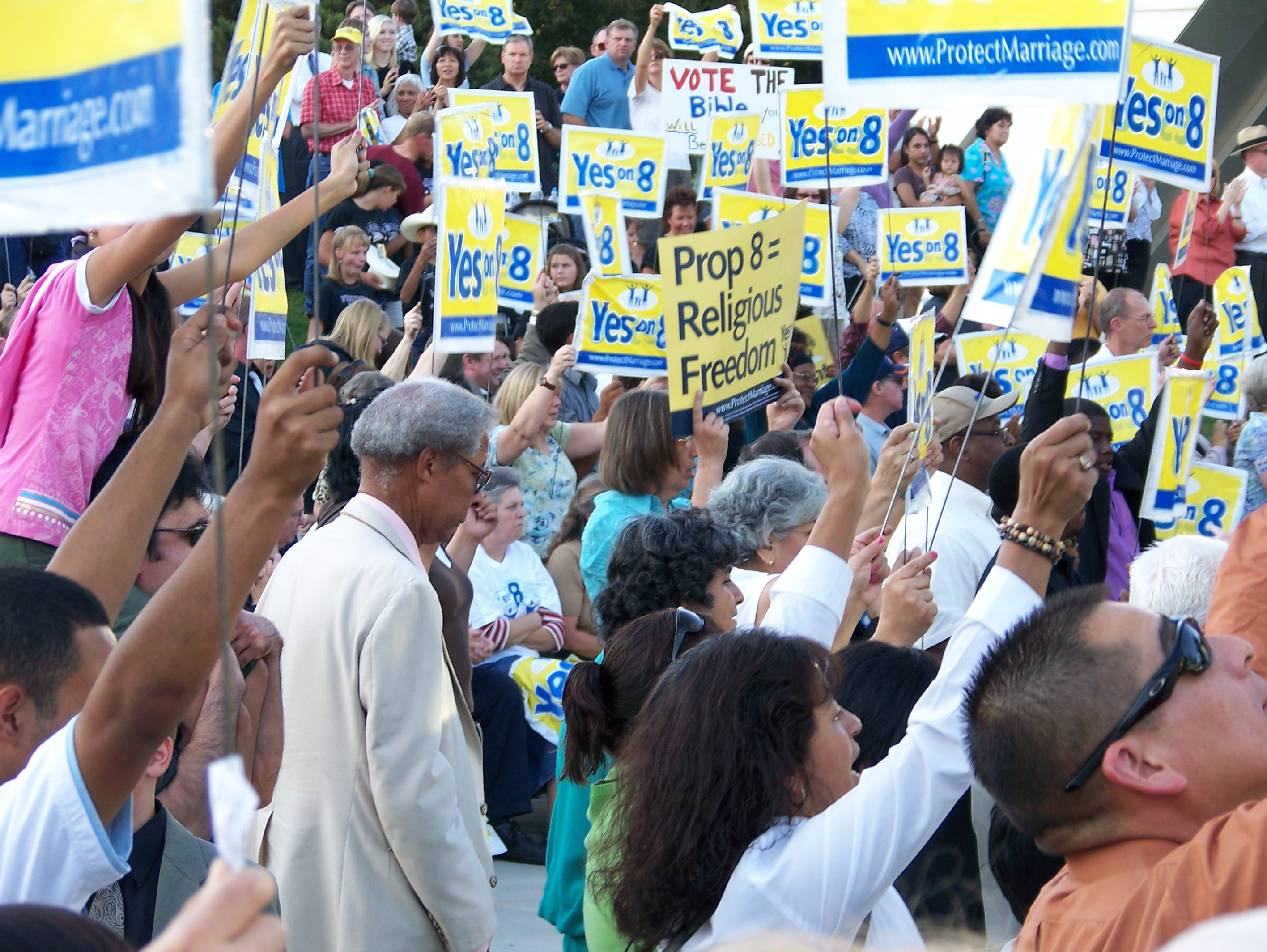
Митинг противников однополых браков (YES on 8) во Фресно (Калифорния)

Социальные консерваторы в США выступают в защиту традиционных социальных норм и иудейско-христианских ценностей.
Социальные консерваторы склонны отождествлять себя с американским национализмом и патриотизмом. Они часто осуждают антивоенных демонстрантов и поддерживают полицию и военных, считая, что военные институты воплощают основные ценности Америки, такие как честь, долг, смелость, верность и готовность идти на жертвы во благо страны.
Социальные консерваторы пользуются наибольшей поддержкой на Юге и сыграли важную роль в избрании президентов Рональда Рейгана и Джорджа Буша-младшего.

### Фискальный консерватизм и экономический либерализм
Финансовый консерватизм — экономическая политика, направленная против прогрессивного налогообложения и роста государственных расходов. Финансовые консерваторы с XIX века утверждают, что долг является средством коррупционной политики; они утверждают, что большие расходы разрушают мораль людей, и что государственный долг создаёт опасный класс спекулянтов. Политическая стратегия, используемая финансовыми консерваторами для достижения «малого правительства», называется «заморить зверя голодом» (англ. starve the beast). Активист Гровер Норквист, известный сторонник этой стратегии и глава организации «Американцы за налоговую реформу», сказал: «Моя цель — сократить правительство в два раза за двадцать пять лет, довести его до такого размера, чтобы мы могли утопить его в ванной». Аргумент в пользу сбалансированного бюджета часто сочетается с убеждением, что государственные программы социального обеспечения должны быть узко адаптированы, а налоговые ставки быть низкими, что подразумевает относительно небольшие правительственные расходы.
Вера в «малое правительство» в сочетании с финансовым консерватизмом приводит к экономическому либерализму, который желает минимизировать вмешательство правительства в экономику или проводить политику невмешательства. Экономический либерализм базируется на прагматизме классических либералов и либертарианском понятии «прав». Классический либерал утверждает, что свободные рынки работают лучше всего, в то время как либертарианцы утверждают, что свободные рынки являются единственными этическими рынками.
Историк Кэтлин Дж. Донохью утверждает, что классический либерализм в Соединенных Штатах в XIX веке отличался от классического либерализма Великобританией:

Центром классической либеральной теории [в Европе] была идея laissez-faire. Однако для подавляющего большинства американских классических либералов laissez-faire вовсе не означало никакого вмешательства правительства. Напротив, они были более чем готовы к тому, чтобы правительство предоставило тарифы, железнодорожные субсидии и внутренние улучшения, которые принесли пользу производителям. Они осуждали вмешательство в пользу потребителей.
Оригинальный текст (англ.)[A]t the center of classical liberal theory [in Europe] was the idea of laissez-faire. To the vast majority of American classical liberals, however, laissez-faire did not mean no government intervention at all. On the contrary, they were more than willing to see government provide tariffs, railroad subsidies, and internal improvements, all of which benefited producers. What they condemned was intervention in behalf of consumers.— Kathleen G. Donohue: Freedom from Want: American Liberalism and the Idea of the Consumer
Экономическая философия американских консерваторов имеет тенденцию быть более либеральной, допуская большую экономическую свободу. Экономический либерализм может выходить далеко за рамки финансового консерватизма с его идеей финансовой осторожности и убеждения или принципа, что правительствам не имеет смысла вмешиваться в деятельность рынков. Это также иногда распространяется на более широкую философию «малого правительства». Экономический либерализм связан с экономикой свободного рынка и экономикой невмешательства.
Классические либералы и либертарианцы поддерживают свободные рынки исходя, в том числе, из на моральных и идеологических оснований, полагая, что индивидуальной свободы невозможна без свободы рынков. Сторонниками моральных оснований свободного рынка являются, в частности, Айн Рэнд и Людвиг фон Мизес. Либеральная традиция с подозрением относится к государственной власти и предпочитает индивидуальный выбор и, следовательно, склонна рассматривать свободный рыночный капитализм в качестве предпочтительного средства достижения экономических целей.
С другой стороны, современные консерваторы поддерживают идею свободных рынков также и из практических соображений. Они утверждают, что свободные рынки являются наиболее продуктивными. Таким образом, современный консерватор поддерживает свободные рынки по соображениям целесообразности. Поддержка не является моральной или идеологической, но основана на беркианском рецепте: что работает лучше, то и правильно.
Вера в важность гражданского общества является ещё одной причиной, по которой консерваторы поддерживают меньшую роль правительства в экономике. Как отметил Алексис де Токвиль, существует мнение, что активное вмешательство правительства в экономику заставляет людей чувствовать себя менее ответственными за общество. В результате, эти обязанности берёт на себя правительство, что требует более государственных расходов, а значит повышения налогов. В своей книге «Демократия в Америке» Токвиль назвал это «мягким угнетением» (англ. soft oppression).
В то время как классические либералы и современные консерваторы исторически достигли идеи необходимости свободных рынков различными путями, в последние годы границы размылись. Редкий консервативный политик будет утверждать, что свободные рынки «просто более продуктивны» или «просто более правильны», обычно их аргументация представляют собой комбинацию обоих утверждения. Это размывание во многом является результатом слияния классических либеральных и современных консервативных позиций под «зонтиком» консервативного движения.
Архетипичные консервативные администрации свободного рынка конца XX века — правительство Маргарет Тэтчер в Великобритании и администрация Рональда Рейгана в США — считали беспрепятственную работу рынка краеугольным камнем современного консерватизма. С этой целью Тэтчер приватизировала промышленность и государственное жилье, сокращала дотации оставшимся государственным предприятиям и помощь депрессивным регионам, снизила расходы на социальную сферу, а Рейган снизил максимальный налог на прирост капитала с 28 % до 20 %, хотя во второй срок он был вынужден поднять его обратно до 28 %. Рейган также снизил индивидуальные ставки подоходного налога, снизив максимальную ставку с 70 % до 28 %. Он пытался снижать внутренние расходы, но одновременно увеличил расходы на оборону, что привело к росту дефицита государственного бюджета и государственного долга.
С другой стороны, некоторые консерваторы склонны выступать против политики свободного рынка и вместо этого поддерживают протекционизм. Они выступают за вмешательство правительства, чтобы поддержать экономику и защитить рабочие места, утверждая, что свободная торговля приносит пользу другим странам (особенно Китаю) за счёт американцев. Однако, несмотря на свою поддержку протекционизма, они, как правило, поддерживают другие принципы свободного рынка, такие как низкие налоги, малое правительство и сбалансированный бюджет.

## Типы консерватизма
Сегодня в Соединенных Штатах слово «консервативный» часто используется совсем иначе, чем в Европе и Азии. После Американской революции американцы отвергли основные идеалы европейского консерватизма, которые основывались на земельной аристократии, церкви и армии.
Консерватизм в Соединенных Штатах не является единой школой мысли. Барри Голдуотер в 1960-х годах выступал за консерватизм «свободного предпринимательства». Телепроповедник Джерри Фолуэлл в 1980-х годах проповедовал традиционные моральные и религиозные социальные ценности. Именно объединив эти разные группы в единую коалицию, Рональд Рейган смог добиться успеха на выборах.
В США в XXI веке к типам консерватизма относятся:
- Христианский консерватизм, сторонники которого в первую очередь ориентированы на защиту семейных ценностей. Христианские консерваторы считают, что Соединенные Штаты были основаны как христианская нация, аборты должны быть запрещены, в государственных школах обязательна молитва, «разумный замысел» или креационизм должны преподаваться в школах наряду с теорией эволюции, брак это союз мужчины и женщины. Многие из них выступают против ненормативной лексики и сексуальности в СМИ, кинематографе и играх.[58] Христианские консерваторы активно поддержали Рейгана на выборах 1980 года, что не помешало им в 1981 году решительно выступить против предложенной Рейганом кандидатуры Сандры Дэй О’Коннор в Верховный суд, поскольку она поддержала право женщины на аборт. Она все равно была подтверждена.[59]
- Конституционный консерватизм направлен на защиту конституционализма и сохранение принципов Конституции США.[60] Главным среди этих принципов является защита свободы.[61] Конституционалисты объединились в рядах Республиканской партии в начале XX века в противовес прогрессивизму внутри партии; также, конституционализм оказал влияние на консервативно-либертарианское Движение чаепития.[62] Конституционный консерватизм также ассоциируется с судебным оригинализмом[англ.].[63]
- Фискальный консерватизм фокусируется на низких налогах и ограничении государственных расходов.
- Либертарианский консерватизм сформировался в результате слияния консервативных и либертарианских идей. Консервативные либертарианцы выступают в защиту прав штатов[англ.] и строгое толкование Конституции, особенно в отношении федерализма[англ.], склонны поддерживать в экономике принцип невмешательства и критически оценивать федеральное правительство. Акцент либертарианцев-консерваторов на личную свободу часто приводит к тому, что они занимают социальные позиции, противоположные позициям социальных консерваторов, особенно по таким вопросам, как легализация марихуаны, аборты и однополые браки. Подобные взгляды, не мешают либертарианцам из Республиканской партии считать себя консерваторами. Они называют свои убеждения консервативными, потому что они соответствуют духу индивидуальной свободы, традиционной американской ценности. Однако многие либертарианские мозговые центры, такие как Институт Катона, и либертарианские интеллектуалы, такие как Дэвид Боаз[англ.], описывают либертарианство как «социально либеральное и фискально [финансово] консервативное» (англ. socially liberal and fiscally conservative).[64][65] Рон Пол и его сын Рэнд Пол самые известные консерваторы-либертарианцы, не раз участвовали в республиканских президентских праймериз.[66]
- Неоконсерватизм, современная форма консерватизма, которая поддерживает более напористую, интервенционистскую внешнюю политику, направленную на продвижение демократии и защиту интересов США за рубежом. Неоконсерваторы более терпимо чем другие консерваторы относится к сильному правительству внутри страны, но сосредоточены в основном на международных отношениях. Ирвинг Кристол, которого обычно считают интеллектуальным прародителем неоконсерватизма, определил неоконсерватора как «либерала, которого ограбила реальность». Хотя первоначально неоконсерватизм рассматривался как подход к внутренней политике (основополагающий орган движения, журнал Кристола The Public Interest, даже не освещал международные отношения), благодаря влиянию таких фигур, как Дик Чейни, Роберт Каган, Ричард Перл, Кеннет Адельман[англ.] и сын Ирвинга Билл Кристол, он со временем стал ассоциироваться с внешней политикой администрации Джорджа Буша-младшего на Ближнем Востоке, которая использовала агрессивные военные действия, чтобы якобы продвигать демократию и защищать американские интересы.[67][68]
- Палеоконсерватизм, частично преемник течения «Старых правых» первой половины XX века, возник в 1980-х годах как реакция на неоконсерватизм. Палеоконсерваторы подчёркивают важность традиций, особенно христианских, и важность для общества традиционной семьи. Некоторые, такие как Сэмюэл Ф. Хантингтон, утверждают, что многорасовые, многоэтнические и равноправные государства по своей природе нестабильны.[69] Палеоконсерваторы, как правило, являются изоляционистами и с подозрением относятся к иностранному влиянию. Журналы Chronicles и The American Conservative обычно считаются палеоконсервативными по своей природе.[70]
- Социальный консерватизм ориентирован на сохранение традиционных моральных ценностей.
- Традиционалистский консерватизм видит в традициях противовес быстрым изменениям в политических и социальных институтах. Для традиционалистов, приход к власти правых или левых, менее важно, чем то, осуществляется ли изменение через верховенство закона, а не через революцию и утопические схемы.[71]
- Национальный консерватизм — форма популистского консерватизма, предложенная сторонниками президента Дональда Трампа, которая порывает с «консервативным консенсусом, сформированным политикой холодной войны» и «рынков и морализма».[72] Он объединяет идеи американского национализма и социального консерватизма,[72] противостоит иммиграции, в сфере экономики отказывается от принципа невмешательства и политики свободного рынка.[73] Политическая конференция 2019 года, в которой приняли участие «общественные деятели, журналисты, учёные и студенты», назвала этот вид консерватизма «национальным».[74] Критики утверждают, что авторы термина «национальный консерватизм» просто пытаются вырвать «последовательную идеологию из хаоса трампистского момента».[75]

## История

### Джон Адамс
Политические консерваторы считают своими предшественниками отцов-основателей США. Историки консервативной политической мысли обычно называют Джона Адамса интеллектуальным отцом американского консерватизма. Рассел Кирк указывает на Джона Адамса как на ключевого отца-основателя американского консерватизма, отмечая, что «некоторые авторы считают его самым важным консервативным общественным деятелем Америки». Историк Клинтон Росситер пишет:

Здесь не было любителя правительства со стороны плутократии, не было мечтателя о Америке, заполненной группировками и суетными городами. Это был человек, который любил Америку такой, какой она была, чья жизнь была верным свидетельством испытаний и славы упорядоченной свободы. Такой […] была модель американского консерватора.Оригинальный текст (англ.)Here was no lover of government by plutocracy, no dreamer of an America filled with factions and hard-packed cities. Here was a man who loved America as it was and had been, one whose life was a doughty testament to the trials and glories of ordered liberty. Here […] was the model of the American conservative.— Rossiter, Clinton. Conservatism in America
Историк Оуэн Олдридж ставит Адамса: «Во главе консервативных рангов в первые годы Республики и Джефферсона как лидера противоположного либерального течения». Для Адама фундаментальной доктриной было то, что все люди подчиняются законам морали. Он считал, что в обществе все люди имеют право на равные законы и равное обращение со стороны правительства. Тем не менее, добавил он, «нет двух людей, абсолютно равных в личности, имуществе, понимании, деятельности и добродетели». Питер Вирек заключил:

Гамильтон, Адамс и их федералистская партия стремились установить в новом мире то, что они называли «естественной аристократией». [Это должно было быть] на основе собственности, образования, семейного положения и чувства этической ответственности. […] Их мотивом была сама свобода.Оригинальный текст (англ.)Hamilton, Adams, and their Federalist party sought to establish in the new world what they called a "natural aristocracy." [It was to be] based on property, education, family status, and sense of ethical responsibility. […] Their motive was liberty itself.— Viereck, Peter. Conservative Thinkers: From John Adams to Winston Churchill

### Смена позиций
Республиканская партия была основана в 1854 году путём объединения Партии свободной земли и фракции «Совесть» Партии вигов как защитница интересов северных штатов, с их промышленными городами и фермерами, в противовес консервативной элитарной Демократической партии, традиционно связанной с плантаторами Юга. После победы северян и их лидера Авраама Линкольна в Гражданской войне республиканцы почти 50 лет доминировали как на президентских, так и на парламентских выборах. Все эти годы Республиканская партия занимала прогрессивистские позиции, выступая за обширные реформы и против коррупции, за усиление государственного вмешательства в экономику, в частности, создание Федеральной резервной системы и протекционизм, финансирование развития транспортной инфраструктуры и создание систему государственных университетов, в защиту окружающей среды, за принятие «сухого закона», предоставление избирательных прав женщинам, а также улучшения здравоохранения и модернизации в других сферах общественной жизни.
Вправо, на консервативные позиции, Республиканская партия начала смещаться в 1890-х годах. Смещение ускорилось в 1912 году после раскола в рядах партии между консерваторами во главе с действующим президентом Уильямом Тафтом и прогресистским крылом во главе прежним президентом Теодора Рузвельта, в результате которого была образована Прогрессивная партия. Во время так называемого «Просперити» — эпохи с начала 1920-х до начала Великой депрессии, отмеченные экономическим подъёмом и потребительскими настроениями в обществе, Республиканская партия уже занимала правые позиции, выступая в защиту свободы предпринимательства и против государственного вмешательства в экономику. Во времена «Нового курса» президента-демократа Франклина Рузвельта (1932—1948), созданная им «Коалицию нового курса» (англ. New Deal coalition), как правило, придерживалась либеральных предложений во внутренних делах и именно в те годы в американской политике стали широко использовать термин «либеральный» по отношению к сторонникам рузвельтовского курса, в то время как «консерваторами» обозначали их противников.
В 1940—1960-х в США развернулось движение за гражданские права афроамериканцев, приведшее к расколу в Демократической партии между противниками законов Джима Кроу и политики расовой сегрегации, и консервативных демократов, преимущественно южными, большинство из которых оставались сегрегационистами. В эти же годы республиканцы начали осуществление «Южной стратегии», которая привлекла в ряды партии многих бывших демократов, в первую очередь, диксикратов. Именно в это время республиканцы и демократы окончательно поменялись местами в идеологическом спектре как более консервативная и более либеральная партия соответственно. С 1964 года консерваторы в значительной степени взяли Республиканскую партию под свой контроль, чему во многом способствовал переток консервативно настроенных избирателей Демократической партии, недовольных борьбой с сегрегацией. Наиболее драматическая перестройка произошла на Белом Юге. Если в начале 1960-х годов в южных штатах на одного республиканца приходилось три демократа, то уже в 2000-е годы на трёх республиканцев приходился один демократ.

### Ветеранские организации
В истории Америки было много крупных ветеранских организаций, в первую очередь «Великая армия Республики» (1866—1956), «Ветераны зарубежных войн» (1899) и Американский легион (1919). Политический консерватизм был важным аспектом деятельности Американского легиона с 1920-х годов, то есть фактически с момента основания. Американский легион всегда уделял очень пристальное внимание внутренним подрывным действиям, особенно угрозе со стороны так называемого внутреннего коммунизма. Однако до 1945 года он мало внимания уделял иностранным делам. Члены Американского легиона игнорировали Лигу Наций, были враждебно настроены к Вашингтонской военно-морской конференции 1921—1922 годов, направленной против гонки морских вооружений, и пацифизму, популярному в 1920-х годах, в частности, выступая против Международной женской лиги за мир и свободу. Во время Второй мировой войны Американский легион, несмотря на свой антикоммунистический настрой, поддержал военный союз со Сталиным против нацистской Германии. С началом «холодной войны» в 1946—1947 годах Легион стал больше внимания уделять антисоветской внешней политике. В 1946 году его Комитет по борьбе с подрывной деятельностью начал публиковать информационный бюллетень American Legion Firing Line для членов Легиона, который предоставлял подписчикам информацию о коммунистических, фашистских и других экстремистских группах. Он предостерегал членов Легиона от сотрудничества с крайне правыми группами, такими как Общество Джона Бёрча и антисемитскими группировками. К концу 1950-х годов информационный бюллетень стал гораздо больше писать про иностранные дела. В конце 1950 года некоторые местные организации Легиона стали поддерживать сенатора Джо Маккарти в его борьбе против антиамериканской деятельности. Легион способствовал принятию государственных законопроектов, требующих клятвы лояльности от школьных учителей, и поддерживал деятельность издателей газет, в том числе Уильяма Рэндольфа Хёрста, по выявлению сочувствующих коммунистам в научных учреждениях. Члены Легиона вели досье на предполагаемых сторонников коммунизма и делились результатами своих расследований с правительственными следователями.
Легион одобрял крупномасштабные расходы на оборону и развёртывание новых мощных систем вооружений, начиная с водородной бомбы в 1950-х годах и заканчивая СОИ Рейгана в 1980-х годах. Гарри Трумэн был первым легионером, который занял Белый дом, но позже он сам попал под атаку Легиона за ведение войны в Корее и отказ напасть на Китай, как советовал генерал Дуглас Макартур. К 1961 году Легион полностью отверг политику сдерживания и призвал к освобождению порабощённых народов Восточной Европы. Легион поддерживал усиление интервенции во Вьетнаме и поддержку антикоммунистических сил в Центральной Америке и Афганистане. Легион, как и другие консерваторы, опасался потери американского суверенитета из-за участия США в работе международных организаций, таких как ООН, не видя в них большой пользы. Крах коммунизма в Восточной Европе и в самой России привёл к тому, что Американский легион стал искать новые места для вмешательства США. Так, Легион поддержал президента Джорджа Буша-старшего за «Бурю в пустыне» в 1990 году. После 9/11 он энергично поддержал стратегию президента Джорджа Буша-младшего о глобальной войне с террором и одобрил вторжение в Ирак в 2003 году.
Легион поддерживал таких правых республиканцев как Барри Голдуотер, в котором видели политический образец для подражания, но, как и Голдуотер и Уильям Ф. Бакли, большинство легионеров отвергали крайне правый экстремизм.

### Чтение Библии и молитва
В 1962 году Верховный суд США, рассмотрев дело «Энджел против Витале», запретил молитвы в государственных школах. Белые евангелисты в основном поддержали это решение. Тем не менее, они посчитали оскорбительным решение, принятое в 1963 году по делу «Школьный округ Абингтон против Шемппа», о запрете спонсируемым школам чтения Библии и молитв. Верховный суд постановил, что молитва, организованная школой, не является добровольной, поскольку ученики подвергаются принуждению или публичному смущению, если не следуют им. Тем не менее консерваторы продолжали призывать к добровольной школьной молитве, которая уже защищена законом, и неоднократно нападали на Верховный суд по этому вопросу и по другим, особенно абортам. Долгое время евангелисты были сторонниками государственных школ, но после этих решений Верховного суда им пришлось пересмотреть своё место как в школах, так и в обществе в целом. Они практически единодушно пришли к выводу, что эти решения не только вытеснили евангельские убеждения из государственных школ Америки, но и вытеснили самих евангелистов из основной культуры Америки. В результате, большая часть американских евангелистов перешли на позиции правых христиан и в 1980 году почти единодушно поддержали консерватора Рональда Рейгана.

### Эра Рейгана
Во время своего президентства в 1980-х годах Рональд Рейган установил консервативный стандарт. Призывами к семейным ценностям и консервативной морали, снижением налогов и дерегулированием экономики, значительно возросшей военной мощи США и «отбрасыванием» коммунизма (а не просто его сдерживанию), завершившейся распадом СССР, Рейган не только вошёл в историю, но и укрепил консервативное крыло республиканцев, сделав их доминирующей силой в партии. Неслучайно, годы его президентства стали известны как «эпоха Рейгана». С тех пор, как правило, консервативные политики заявляют о своей приверженности идеалам и политике Рейгана по большинству социальных, экономических и внешнеполитических вопросов. Например, большинство республиканских претендентов на выдвижение в президенты в 2012 году «заявили, что они являются знаменосцами идеологического наследия Рейгана».

## Текущая политика

### Экономика
Консерваторы обычно считают, что правительство должно играть меньшую роль в регулировании бизнеса и управлении экономикой. Как правило, они выступают против высоких налоговых ставок и программ по перераспределению доходов, чтобы помочь бедным. Такие усилия, утверждают они, не дают должного вознаграждения людям, которые заработали свои деньги благодаря тяжелой работе. Однако консерваторы обычно уделяют большое внимание роли частных добровольных благотворительных организаций (особенно религиозных) в оказании помощи бедным. В период с 2001 по 2009 год президент-республиканец Джордж Буш подчёркивал необходимость снижения налогов и минимизации регулирования промышленности и банковского дела при одновременном усилении регулирования образования.

### Энвайронментализм
Современные консервативные убеждения включают также отрицание глобального потепления по вине человечества и противодействие борьбе с ним, что, по мнению консерваторов, нанесёт серьёзный экономический ущерб и в конечном итоге принесёт больше вреда, чем пользы, даже если принять предпосылку, что человеческая деятельность способствует изменению климата.

### Социальные проблемы
По социальным вопросам многие религиозные консерваторы выступают против изменений традиционных моральных норм в отношении сексуальности и гендерных ролей. Они выступают против абортов, однополых браков и антидискриминационных законов. Либертарианская фракция имеет тенденцию игнорировать эти проблемы, вместо этого сосредотачиваясь на фискальной и монетарной политике. Бизнес-ориентированные консерваторы выступают против социальных консерваторов, если законы, ограничивающие права геев, угрожают нанести ущерб бизнесу. В 2016 году National Review сообщило, что «по мере того, как евангелистские силы стали менее объединёнными … влияние правозащитных бизнес-групп, таких как Торговая палата, только возросло». В «культурной войне» последних десятилетий, мультикультурализм стал горячей точкой, особенно в отношении гуманитарных программ. Историк Питер Н. Стернс обнаруживает поляризацию с 1960-х годов между консерваторами, которые считают, что гуманитарные науки выражают вечные истины, которым следует учить, и теми, кто считает, что учебные программы по гуманитарным наукам должны быть адаптированы для демонстрации разнообразия. Обычно консерваторы выступает против «политики идентичности», связанной с мультикультурализмом, и поддерживают индивидуализм. В кампусных сражениях прогрессисты требуют «культурного разнообразия», в то время как консерваторы осуждают навязывание «политической корректности» и подавление свободы слова.
Консерваторы обычно предпочитают модель «плавильного котла» (ассимиляции в общую англоязычную американскую культуру), в отличие от подхода «салатника», который придаёт легитимность сосуществованию различных культур. В XXI веке консерваторы особо опасным полагают терпимостю к радикальным исламским элементам, которые, по их словам, ведут к крупномасштабному терроризму в Европе.

### Другие вопросы
Современные консерваторы поддерживают строгую политику правопорядка по борьбе с преступностью, включая длительные сроки тюремного заключения для преступников, совершивших повторное преступление. Большинство консерваторов поддерживают смертную казнь за особо тяжкие преступления. Проблема «правопорядка» была основным фактором, ослабляющим либерализм в 1960-х годах.
Консерваторы, как правило, считают, что действия правительства не являются решением таких проблем, как бедность и неравенство. Многие из них считают, что правительственные программы, направленные на помощь бедным, на самом деле поощряют зависимость и снижают самообеспеченность. Большинство консерваторов выступают против политики позитивной дискриминации, то есть политики в области занятости, образования и других областях, которая даёт особые преимущества людям, принадлежащим к группам, которые исторически подвергались дискриминации. Консерваторы полагают, что правительство не должно давать особые выгоды людям на основе групповой идентичности и выступают против этого как «обратной дискриминации».
Консерваторы обычно выступают за использование американской военной мощи для борьбы с террористами и продвижения демократии.

## Идеология

### Принципы консерватизма по Кирку
Авторитетный политический философ Рассел Кирк, известный своим влиянием на американский консерватизм XX века, разработал шесть «канонов» консерватизма:
1. «Вера в трансцендентный порядок», которое, по мнению Кирка основано на традиции, божественном откровении или естественном праве.
2. Приверженность к «разнообразию и тайне человеческого бытия», следовательно, «консерваторы […] выступают против униформизма, эгалитаризма и утилитаризма, которые лежат в основе радикальных систем».
3. «Убеждение, что цивилизованное общество требует порядка и классов, и противостояние построению так называемого „бесклассового общества“… Если естественные различия стираются, вакуум заполняют олигархи. Консерваторы признают абсолютное равенство людей перед Богом или перед судом, но равенство положений, думают они, означает равенство в рабстве и скуке».
4. «Убежденность в том, что собственность и свобода тесно связаны: заберите собственность из частного владения и Левиафан станет хозяином всего».
5. Вера в традиции, общественные морально-этические нормы и обычаи, которые способны сдерживать как анархический импульс человека, так стремление инноваторов к власти.
6. «Осознание того факта, что не каждое изменение является спасительной реформой», поэтому инновации должны «должны быть благоразумны», то есть связаны с существующими традициями и обычаями, что влечёт за собой уважение к политической ценности благоразумия.[110]

Кирк считал, что христианство и западная цивилизация «невообразимы друг без друга» и что «вся культура возникает из религии. Когда религиозная вера разрушается, культура должна упасть, хотя часто кажется, что она процветает в пространстве после религии, которая имеет взращенный, он впал в неверие».
В более поздних работах Кирк расширил этот список, сформулировав «Десять принципов консерватизма», которые заключаются в следующем:
1. Во-первых, консерватор считает, что существует устойчивый моральный порядок.
2. Во-вторых, консерватор придерживается обычая, согласия и преемственности.
3. В-третьих, консерваторы верят в то, что можно назвать принципом давности.
4. В-четвертых, консерваторы руководствуются принципом осторожности.
5. В-пятых, консерваторы обращают внимание на принцип разнообразия.
6. В-шестых, консерваторы наказаны своим принципом несовершенности.
7. В-седьмых, консерваторы убеждены, что свобода и собственность тесно связаны.
8. В-восьмых, консерваторы поддерживают добровольное сообщество, так же как выступают против недобровольного коллективизма.
9. В-девятых, консерватор осознает необходимость разумных ограничений власти и человеческих страстей.
10. В-десятых, думающий консерватор понимает, что постоянство и изменение должны быть признаны и согласованы в энергичном обществе.

### Американская исключительность
Американские консерваторы обычно представляют американскую исключительность как идею о том, что Соединенные Штаты по своей сути отличаются от других стран и обязаны взять на себя инициативу по распространению демократии и свободного рынка в мире. Рейган особенно чётко сформулировал эту роль (и с ней также согласны и многие либералы). Они считают, что американские ценности возникли в результате американской революции, постепенно превращаясь в то, что политолог Сеймур Мартин Липсет назвал «первой новой нацией» и развивая уникальную, присущую только Америке, идеологию «американизм», основанную на свободе, эгалитаризме, индивидуализме, республиканизме, демократии, капитализме, принципе невмешательства и иудео-христианских ценностях.
Хотя этот термин не обязательно означает превосходство, многие неоконсерваторы и другие американские консервативные авторы поощряют его использование в этом смысле. Для них США подобны библейскому «Городу на холме» — фразе, возникшей у пуританских поселенцев в Массачусетсе ещё в 1630 году, — и значит освобождены от исторических сил, влиявших на другие страны.
Учёные утверждают, что европейский и британский консерватизм не имеют никакого отношения к американским традициям. По словам политолога Луиса Харца, поскольку Соединённые Штаты пропустили феодальную стадию истории, американское сообщество было объединено либеральными принципами, а конфликт между партиями «вигов» и «демократов» был конфликтом в либеральных рамках. С этой точки зрения то, что в Америке называют «консерватизмом», — это не европейский консерватизм (с его королевской властью, землевладельческой аристократией, элитным офицерским корпусом и авторитетными церквями), а скорее классический либерализм XIX века с упором на экономическую свободу и предпринимательство. Это противоречит точке зрения, согласно которой у беркианского консерватизма есть ряд универсальных принципов, которые могут применяться ко всем обществам. Американский консервативный политолог Рассел Кирк в своей книге The Conservative Mind (в переводе с англ. — «Консервативное сознание») утверждал, что Американская революция была «консервативной реакцией в английской политической традиции против королевских инноваций». Либеральный историк Ричард Хофштадтер раскритиковал современных американских консерваторов как «псевдоконсерваторов», так как их негативная реакция на политику Гарри Трумэна показала «неудовлетворённость американской жизнью, традициями и институтами» и потому что они «имели мало общего с умеренным и компромиссным духом истинного консерватизма».

### Право и судебная система
Традиционно, американские консерваторы большое значению придают судебной системе. Так, 27-й президент Уильям Говард Тафт (1909—1913), юрист по конституционному праву. позднее возглавивший Верховный суд, превозносил независимых судей как экспертов по справедливости и окончательных арбитров по конституционным вопросам.
Взгляды консерваторов на суды основаны на их убеждениях: сохранение нынешнего положения дел, традиционного и ориентированного на правила, и неодобрение государственной власти. Современный консерватизм осуждает «судебный активизм»; то есть судей, которые считают своей обязанностью подменять представительную власть, когда та «либо не действует, когда это необходимо, либо принимает законы, которые нарушают основополагающие конституционные ценности», по аналогии с «Судом Уоррена» в 1960-х годах. Подобная практика активно осуждается консерваторами за решения относительно редистриктинга, десегрегации и прав обвиняемых в преступлениях.Rights of accused (англ.). Encyclopædia Britannica. Дата обращения: 25 марта 2020. Эта позиция восходит к нападкам Джефферсона на федеральных судей и атакам Авраама Линкольна на решение Верховного суда по делу Дреда Скотта 1857 года.
В 1980-х годах сформировался «оригинализм» — правовая теория и одновременно доктрина в деятельности Верховного суда, основанная на принципах однозначности и неизменности текста Конституции, а также принятия решений судьями на основе исключительно толкования текста Конституции без учёта её временного конъюнктурного понимания и личных политико-социальных и экономических представлений. Приверженцы «оригинализма» полагают, что Конституциу Соединенных Штатов необходимо толковать посредством выявления намерений лиц, участвовавших в разработке конституционных положений. Оригинализм не следует путать с аналогичной консервативной идеологией, строгим конструкционизмом, который имеет дело с толкованием Конституции в письменном виде, но не обязательно в контексте того времени, когда она была принята. В наше время термин «оригинализм» использовался судьей Верховного суда Антонином Скалиа, бывшим федеральным судьей Робертом Борком и некоторыми другими консервативными юристами для объяснения своих убеждений.

### Оппозиция экологизму
В прошлом консерваторы поддерживали усилия по сохранению природы, от защиты Йосемитской долины до создания Агентства по охране окружающей среды. Однако в дальнейшем консерваторы стали выступать против чрезмерной на их взгляд защиты окружающей среды. Лидеры республиканской партии, такие как Ньют Гингрич и Мишель Бахман, выступают за упразднение Агентства по охране окружающей среды, называя его «организацией, убивающей рабочие места в Америке».
Консервативные аналитические центры с 1990-х годов выступают против концепции антропогенного глобального потепления; оспаривая научные доказательства; указывая на то, что они считают полезными аспектами глобального потепления, и утверждая, что предлагаемые меры борьбы с потеплением принесут больше вреда, чем пользы. Концепция антропогенного глобального потепления продолжает оставаться предметом споров среди консерваторов в Соединённых Штатах, но большинство консерваторов отвергают научный консенсус в отношении того, что изменение климата вызвано людьми. Опрос 2015 года показал, что 73 % республиканцев считают, что люди и их деятельность не были причиной глобального потепления.
Американские консерваторы в целом поддерживают отмену регулирования загрязнения и снижение ограничений на выбросы углерода. Точно так же большинство консерваторов выступают за увеличение объёмов бурения нефтяных скважин при меньшем нормативном вмешательстве, включая бурение нефтяных скважин в Национальном Арктическом заповеднике на Аляске. На выборах 2008 года фраза Drill, baby, drill (в переводе с англ. — «Бури, детка, бури!») использовалась для выражения позиции республиканцев по этому вопросу.
Президент Дональд Трамп отменил более 76 правил администрации Обамы, касающихся окружающей среды. Президент Трамп также объявил, что США прекратят производить платежи программе ООН «Зелёный климатический фонд».

### Противостояние социализму
Термин «социализм» используется консерваторами как «риторическое оружие» против оппонентов, причём не только левых, с конца XIX века. Дэвид Хиншоу пишет, что Уильям Аллен Уайт, редактор городской газеты в Канзасе с 1895 года, использовал термин «социализм» как «своё большое оружие, чтобы взорвать радикальную оппозицию». Уайт предложил «американизм» как альтернативу социализму, предупреждая, что «Выборы поддержат американизм или установят социализм». Уайт стал знаменитым после того как Марк Ханна, руководитель кампании кандидата-республиканца Уильяма Маккинли, распространил более миллиона копий статьи Уайта, чтобы сплотить оппозицию Уильяму Дженнингсу Брайану, кандидата как Демократической, так и Популистской партий.
К 1950-м годам консервативная пресса обнаружила, что слово «социализм» «оказалось успешным уничижительным эпитетом, а не описательным ярлыком для значимой политической альтернативы». На национальном съезде республиканцев 1952 года бывший президент Герберт Гувер повторил предупреждения Уайта, говоря о двух десятилетиях политики «Нового курса»: «Узурпация власти федеральным правительством, потеря свободы в Америке, отравление американской экономики фашизмом, социализмом и кейнсианством, огромный рост федеральной бюрократии». Барри Голдуотер в 1960 году призвал к единству республиканцев против Джона Ф. Кеннеди и «концепции социализма, представленной демократами». В 1964 году Голдуотер обрушился с нападками на центристов, таких как республиканец Нельсон Рокфеллер, намекая, что он социалист в одежде миллионера: «Демократическая партия верит в то, что я называю социализмом, и если это кого-то расстраивает, позвольте мне напомнить вам что центральное планирование нашей экономики — это социализм». Рональд Рейган часто цитировал Нормана Томаса, который в период с 1928 по 1948 год шесть раз выдвигался кандидатом в президенты США от Социалистической партии Америки: «Американский народ никогда не будет сознательно голосовать за социализм, но под именем либерализм он принял бы каждый фрагмент социалистической программы». В 2010 году Ньют Гингрич определил «социализм в широком смысле» как «образ жизни, управляемый государством, контролируемый бюрократическим путем и диктуемый политиками», обвинив Барака Обаму в приверженности к этой форме социализма.

### Противостояние релятивизму
Постмодернизм — ставший общепринятым в гуманитарных науках подходом, который сильно беспокоит консервативных интеллектуалов. Главной проблемой они считают противостояние релятивизма и абсолютных истин. Политолог Эллен Григсби пишет: «Постмодернистские перспективы утверждают, что любая идеология, выдвигающая абсолютные утверждения как вечные истины, должна восприниматься с глубоким скептицизмом». Американский филиософ Дуглас Келлнер говорит: «Постмодернистский дискурс часто утверждает, что все дискурсы и ценности социально построены и нагружены интересами и предубеждения. Против постмодернистского и либерального релятивизма культурные консерваторы выступают за ценности универсальной правды и абсолютных стандартов добра и зла».
Неоконсервативный историк Гертруда Химмельфарб энергично отвергла постмодернистские академические подходы:

[Постмодернизм в истории] — это отрицание объективности историка, фактичности или реальности прошлого и, следовательно, возможности достижения каких-либо истин о прошлом. Для всех дисциплин это вызывает радикальный скептицизм, релятивизм и субъективизм, которые отрицают не ту или иную правду о каком-либо предмете, а саму идею истины — которые отрицают даже идеал истины, к истине как тому к чему можно стремиться, даже если она никогда не может быть полностью достигнута.
Оригинальный текст (англ.)[Postmodernism in history] is a denial of the objectivity of the historian, of the factuality or reality of the past, and thus of the possibility of arriving at any truths about the past. For all disciplines it induces a radical skepticism, relativism, and subjectivism that denies not this or that truth about any subject but the very idea of truth—that denies even the ideal of truth, truth is something to aspire to even if it can never be fully attained.
— 
Культуролог Джей Стивенсон написал следующее репрезентативное резюме литературных исследований постмодерна, которые противодействуют консерваторам:

[В постмодернистский период] было обнаружено, что традиционная литература была написана «мёртвыми белыми мужчинами», чтобы служить идеологическим целям консервативной и репрессивной англо-гегемонии. […] Во множестве реакций против расы, пола и классовых предрассудков, которые были найдены вплетенными в традицию англоязычных авторов, мультикультурные писатели и теоретики политической литературы пытались разоблачить, противостоять и исправить несправедливость и предрассудки. Эти предрассудки часто скрыты — замаскированы в литературе и других дискурсах как позитивные идеалы и объективные истины — но они отклоняют наше чувство реальности в пользу власти и привилегий.
Оригинальный текст (англ.)[In the postmodern period,] traditional literature has been found to have been written by "dead white males" to serve the ideological aims of a conservative and repressive Anglo hegemony. [...] In an array of reactions against the race, gender, and class biases found to be woven into the tradition of Anglo lit, multicultural writers and political literary theorists have sought to expose, resist, and redress injustices and prejudices. These prejudices are often covert—disguised in literature and other discourses as positive ideals and objective truths—but they slant our sense of reality in favor of power and privilege.
— 
Консервативные интеллектуалы отстаивают «высокий консервативный модернизм», который настаивает на существовании универсальных истин и выступает против подходов, отрицающих существование универсальных истин. Многие из них утверждают, что естественное право является хранилищем вечных истин. Аллан Блум в своей весьма влиятельной работе The Closing of the American Mind (1987) утверждал, что моральная деградация является результатом невежества великих классиков, сформировавших западную культуру. Его книга широко цитировалась консервативными интеллектуалами как аргумент, подтвреждающий что классика содержала универсальные истины и вечные ценности, которые игнорируются культурными релятивистами.

## Современные медиа
Консерваторы получили новую важную коммуникационную среду с возрождением «разговорного радио» в 1970-х—1980-х годах. По словам политолога Уильяма Дж. Майера «консерваторы доминируют на ток-радио в подавляющей, замечательной степени». Это доминирование позволило им гораздо более эффективно распространять свои взгляды среди широкой публики, которая ранее была ограничена в основном телеканалами «Большой тройки» (ABC, CBS и NBC). Политологи Джеффри М. Берри и Сара Собиерадж приходят к выводу, что «консерваторы любят „разговорное радио“, потому что верят, что оно говорит им правду. Либералы, похоже, гораздо больше удовлетворены основными СМИ и с большей вероятностью считают, что они точны».
Теле- и радиоведущий Раш Лимбо доказал, что существует огромная общенациональная аудитория для конкретных и горячих обсуждений текущих событий с консервативной точки зрения. Помимо Лимбо среди основных ведущих теле- и радиопередачи, которые описывают себя как консервативные, такие известные люди как Деннис Миллер, Уильям Беннетт, Шон Хэннити, Дж. Гордон Лидди, Лора Ингрэхэм, Гленн Бек, Марк Левин, Майкл Сэвидж, Майкл Рейган и Херман Кейн. Радиосеть «Salem Radio Network» объединяет группу радиоведущих из числа религиозно ориентированных активистов-республиканцев, среди которых католик Хью Хьюитт и евреи-консерваторы Дэннис Прагер и Майкл Медвед. Популярная радиоведущая Лаура Шлессинджер, консервативная еврейка, помимо родительских и личных советов также затрагивает в своих передачах социальные и политические вопросы. В 2011 году наибольшая еженедельная аудитория радио-ток-шоу составляла 15 миллионов для Раша Лимбо и 14 миллионов для Шона Хэннити, по 9 миллионов для Гленна Бека, Майкла Сэвиджа и Марка Левина. Их аудитория пересекается, в зависимости от того, сколько каждый ведущий набирает в неделю.
Телеканал Fox News известен своей консервативной позиций, что привлекает в его эфир многих популярных консервативных радиоведущих. Одним из таких ведущих является Шон Хэннити, у которого также есть радиопередача. Один из бывших ведущих канала — Мэтт Драдж; до и после работы в Fox News возглавлял консервативный новостной агрегатор Drudge Report. Fox News более консервативен, чем другие электронные СМИ в Соединённых Штатах, такие как «Национальное общественное радио» и CNN. Канадско-американский политический комментатор Дэвид Фрум был критиком этого развития и утверждал, что влияние консервативных радиоканалов и Fox News нанесло ущерб американскому консерватизму, превратив его из «политической философии в рыночный сегмент» для экстремизма и создания конфликтов под лозунгом «за плохую политику, но отличный телевизор».

## Высшее образование
Либеральные и левые взгляды доминировали в высших учебных заведениях с 1970-х годов, согласно многим исследованиям, тогда как консерваторы лучше представлены в аналитических центрах, ориентированных на политику. Данные опроса, проведённого в 2004 году, показали, что 72 % преподавателей вузов, работающих на полную ставку, отнесли себя к либералам и лишь 9-18 % считают себя консерваторами. Консервативная самоидентификация среди преподавателей чаще фиксируется в двухгодичных колледжах, чем в других заведениях высшего образования, но в целом снижается. В естественных и технических науках, а также в бизнес-образовании доля либеральных преподавателей ниже чем в социальных и гуманитарных науках. Исследование 2005 года показало, что распространённость либеральных взглядов среди преподавателей возросла по сравнению с более ранними исследованиями. Лишь 15 % опрошенных назвали себя правоцентристами, в то время как к левым и левому центру себя отнесли 67 % участников исследований. В бизнесе и технике либералы превосходят по численности консерваторов вдвое. Исследование также показало, что больше женщин, практикующих христиан и республиканцев преподают в вузах с более низким рейтингом, чем можно было бы ожидать от объективно измеренных профессиональных достижений.
Исследование, проведённое психологами Тилбургского университета (Нидерланды) Йоэлем Инбаром и Йорисом Ламмарсом и опубликованное в сентябре 2012 года в журнале Perspectives on Psychological Science, показало, что в социальной психологии и психологии личности примерно треть опрошенных утверждают, что в небольшой степени поддержит либеральную точку зрения по сравнению с консервативной точкой зрения. Опрос 2007 года показал, что 58 % американцев считали политическую предвзятость преподавателей вузов «серьёзной проблемой», причём с этой точкой зрения согласились 91 % «очень консервативных» взрослых и всего 3 % либералов. В том же году был выпущен документальный фильм «Indoctrinate U», в котором рассказывается о предполагаемой предвзятости в научных кругах.
С другой стороны, либеральный критик Пол Кругман писал в The New York Times, что это явление связано скорее с личным выбором, чем с какой-либо дискриминацией или заговором, отметив, что, например, такие профессии, как военные, гораздо более консервативны. Кроме того, два исследования, опубликованные Американской ассоциацией политических наук, позволяют предположить, что политическая ориентация преподавателей оказывает незначительное влияние на политические убеждения студентов.

## Электорат
Согласно опросу Gallup 2014 года, 38 % американских избирателей считают себя «консервативными» или «очень консервативными», 34 % — «умеренными», 24 % — «либеральными» или «очень либеральными». Это соотношение было довольно постоянными в период с 1990 по 2009 год, когда консерватизм на короткое время набрал популярность, а затем вернулся к первоначальной тенденции, в то время как либеральные взгляды на социальные проблемы достигли нового максимума. Исследования социологов показывает различие между распределением умеренных и консерваторов или либералов между Республиканской и Демократической партиями. Так, среди демократов 44 % идентифицировали себя либералами, 19 % — консерваторами, а 36 % — умеренными. Среди республиканцев 70 % назвали себя консерваторами, 24 % — умеренными и 5 % — либералами.
Консерватизм усиливается среди «наименее обеспеченных, наименее образованных, синих воротничков, наиболее экономически пострадавших штатов», по словам социолога Ричарда Флориды.

### География

Процент людей, самоидентифицирующих себя как консерваторы по штатам в 2010 году:
49% и выше
45–48%
41–44%
37–40%
33–36%
32% и ниже

Традиционно, опорными регионами для консерваторов являются Юг, Великие равнины, штаты Скалистых гор и Аляска. Северо-Восток, район Великих озёр, Западное побережье и Гавайи являются основными оплотами либералов. В XXI веке сельские районы Соединённых Штатов, большую часть населения которых «синие воротнички», евангелисты, старше чем в других районов США и преимущественно белые, как правило, являются консервативными бастионами. Избиратели в городских центрах крупных мегаполисов, как правило, более либеральны и демократичны. Таким образом, в каждом штате существует различие между городскими, пригородными, загородными и сельскими районами.
По опросу Gallup в 2010 году в США в четырёх штатах людей, самоидентифицирующих себя как консерваторы, было 50 % и больше (Вайоминг, Миссисипи, Юта и Южная Дакота), ещё в 22 штатах к консерваторам себя относили от 40 до 49 % опрошенных, меньше всего консерваторов было в округе Колумбия (17 %), на Гавайях (28 %), в Делавере и Род-Айленде (по 29 %). Опрос, проведённый Gallup в 2018 году, показал, что ситуация несколько изменилась в пользу либералов. Только в штате Миссисипи консерваторов набралось 50 %, ещё в 13 штатах консерваторами назвали себя от 40, до 46 % опрошенных, а меньше всего консерваторов оказалось в Массачусетсе (21 %), на Гавайях (22,0 %), в штате Нью-Йорк (27 %), штатах Вашингтон, Вермонт и Нью-Гемпшир (по 28 %).

## Историография
В последние годы историки согласились с тем, что им необходимо переосмыслить роль консерватизма в новейшей американской истории. Новый подход отвергает старое утверждение, что либерализм доминировал в американской истории. Историки труда Джефферсон Коуи и Ник Сальваторе утверждают, что «Новый курс Рузвельта» был лишь краткосрочным ответом на Великую депрессию и не ознаменовал собой постоянную приверженность и американского общества и правящих элит идеи «государства всеобщего благосостояния», утверждая, что Америка всегда была слишком индивидуалистична и слишком враждебна к профсоюзам, чтобы когда-либо принимать либерализм на длительный период времени. В этой новой интерпретации утверждается, что консерватизм в значительной степени доминировал в американской политике с 1920-х годов, за исключением кратких исключений «эпохи Нового курса» (1933—1938) и «Великого общества» (1964—1966). Однако историк Джулиан Зелизер утверждает, что «согласованность консерватизма преувеличена. Движение было таким же хрупким, как и коалиция „Нового курса“, которую оно заменило. […] Таким образом, изменение политики оказалось гораздо более трудным, чем надеялись консерваторы». Зелизер обнаружил четыре области, в которых консерваторы действительно внесли серьёзные изменения: сокращение внутренних программ, снижение налогов, дерегулирование и противодействие профсоюзам. Он заключает: «Дело в том, что либерализм пережил рост консерватизма».

## Мыслители и лидеры

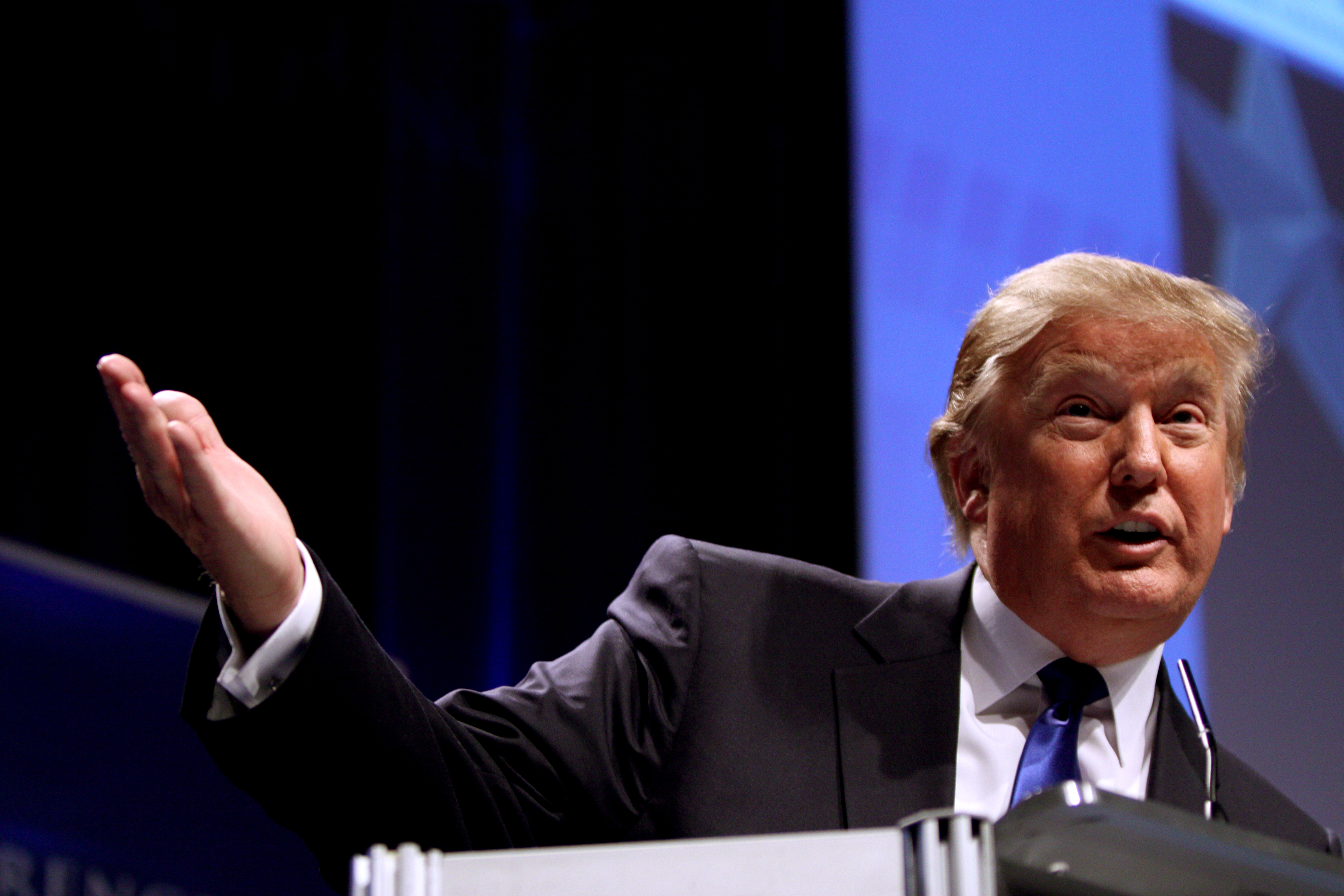
Дональд Трамп выступает на CPAC

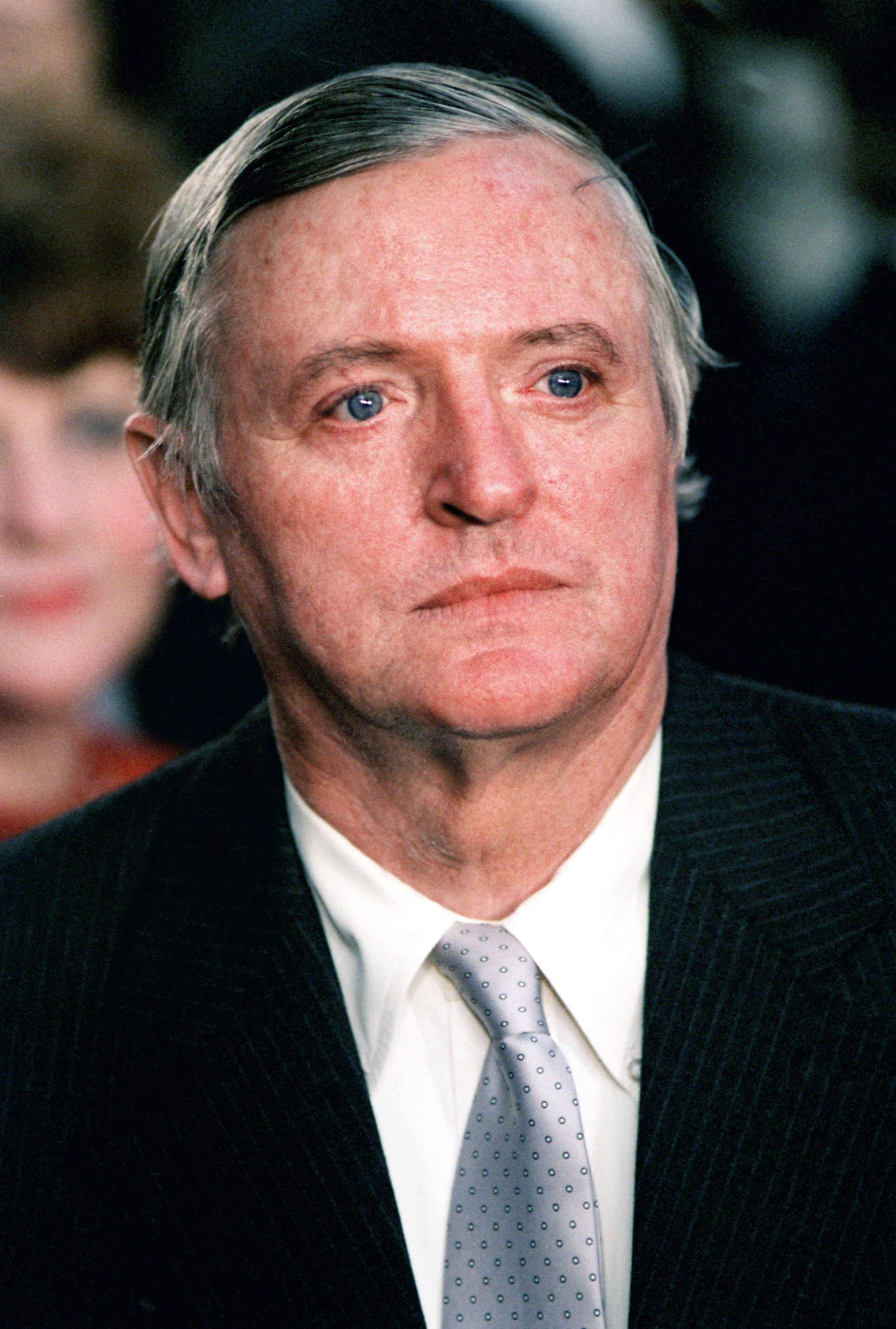
Уильям Бакли-младший, консервативный автор и политический обозреватель

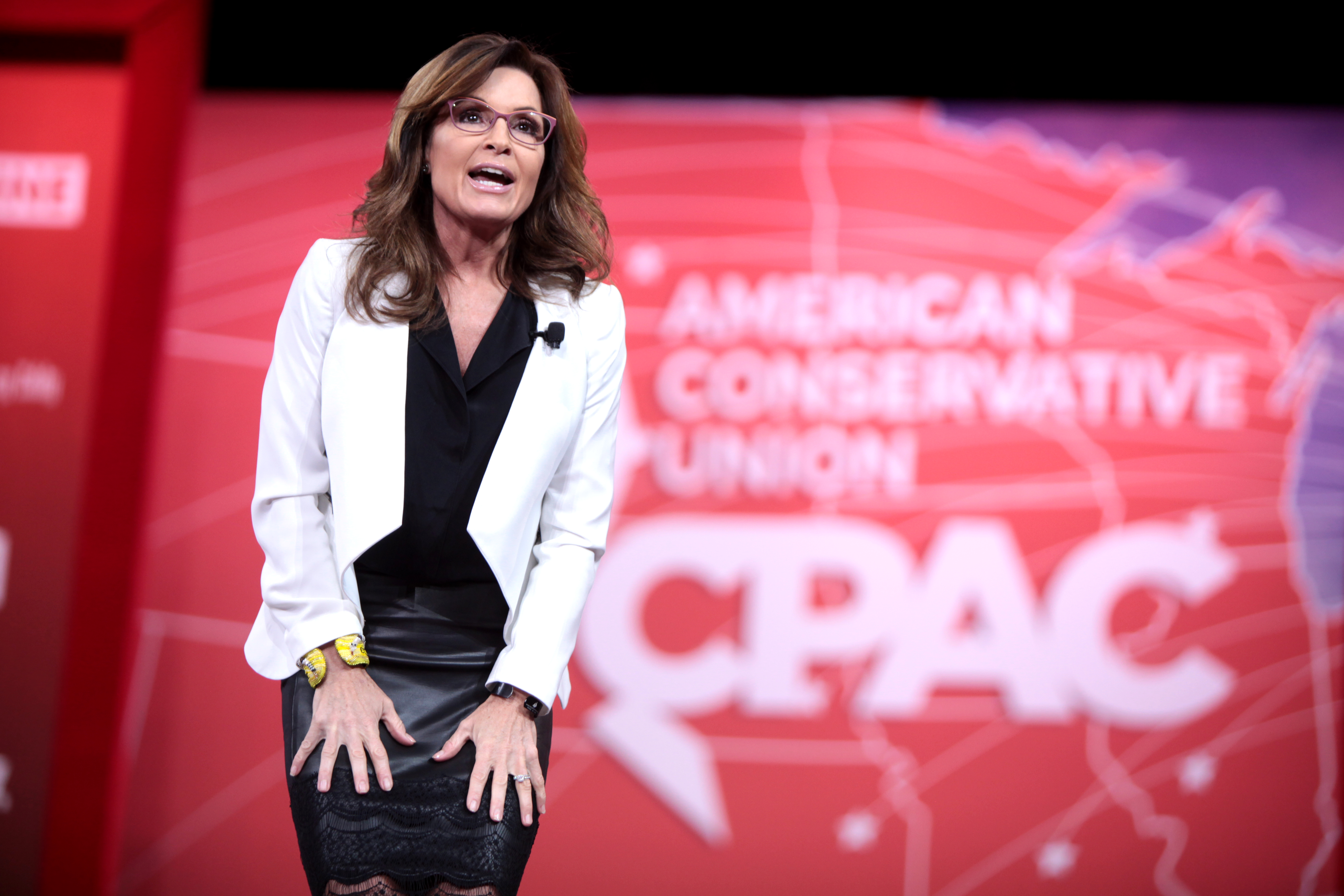
Сара Пэйлин выступает на CPAC

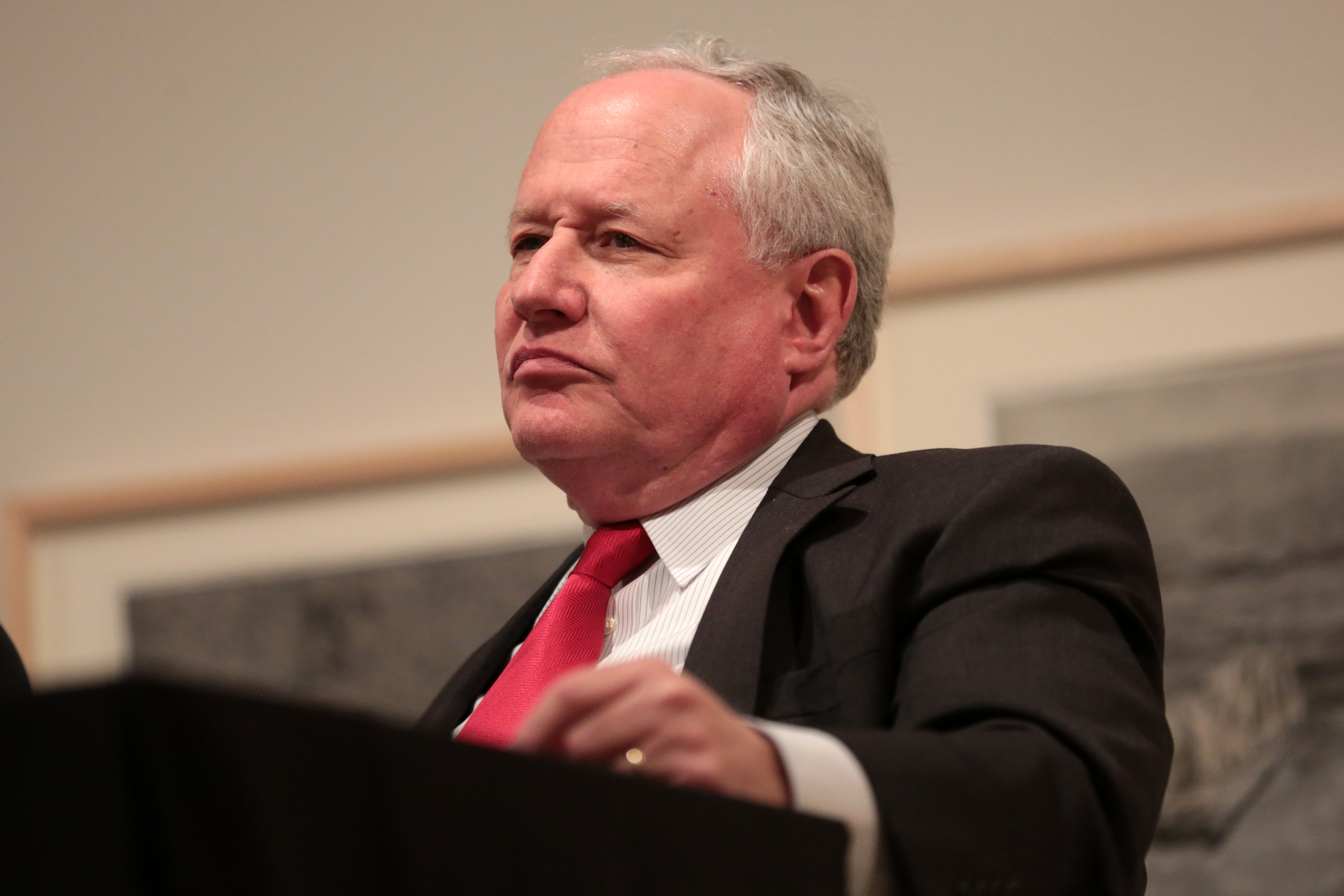
Билл Кристол, политолог, неоконсерватор

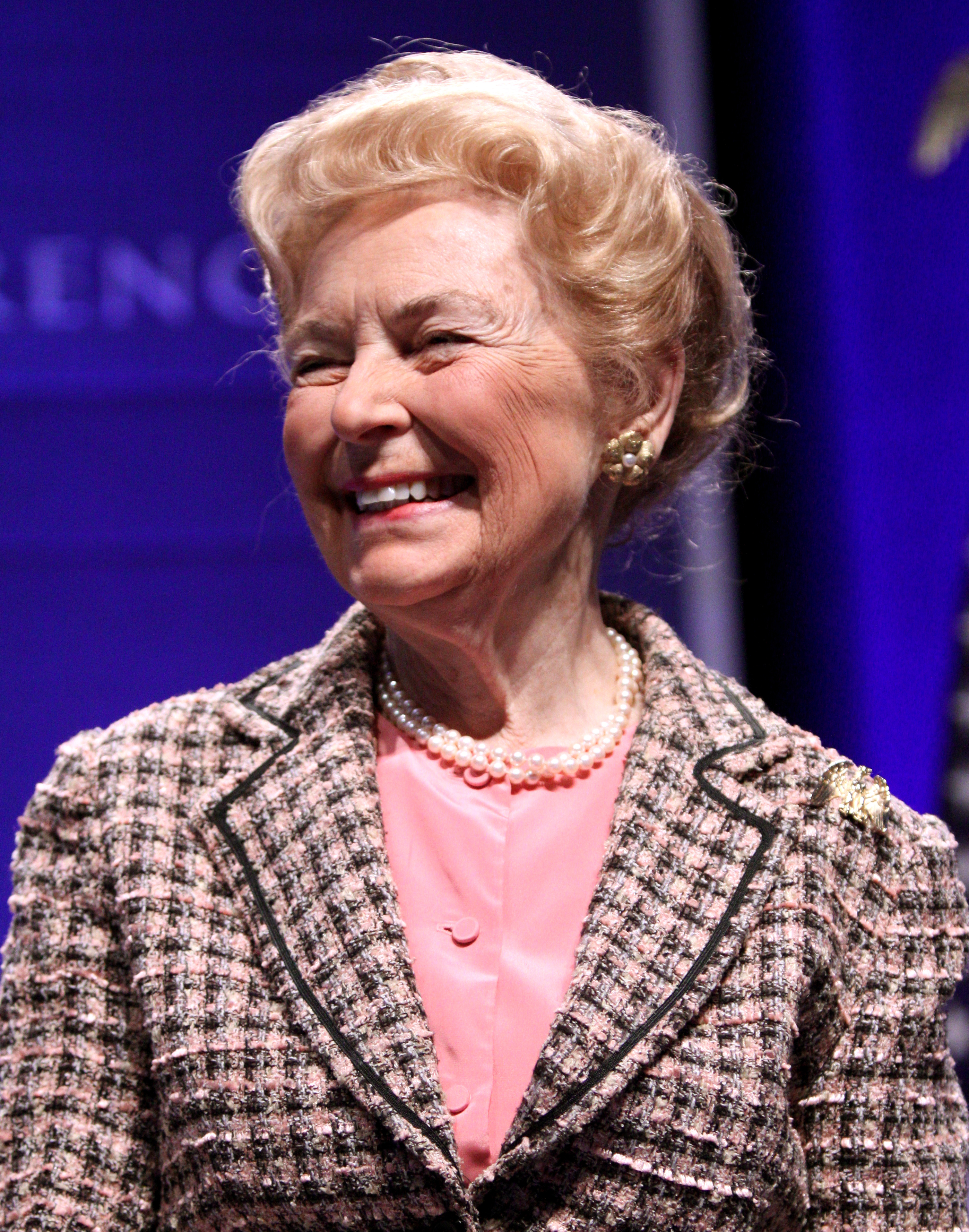
Активистка Филлис Шлэфли выступает на CPAC 2011

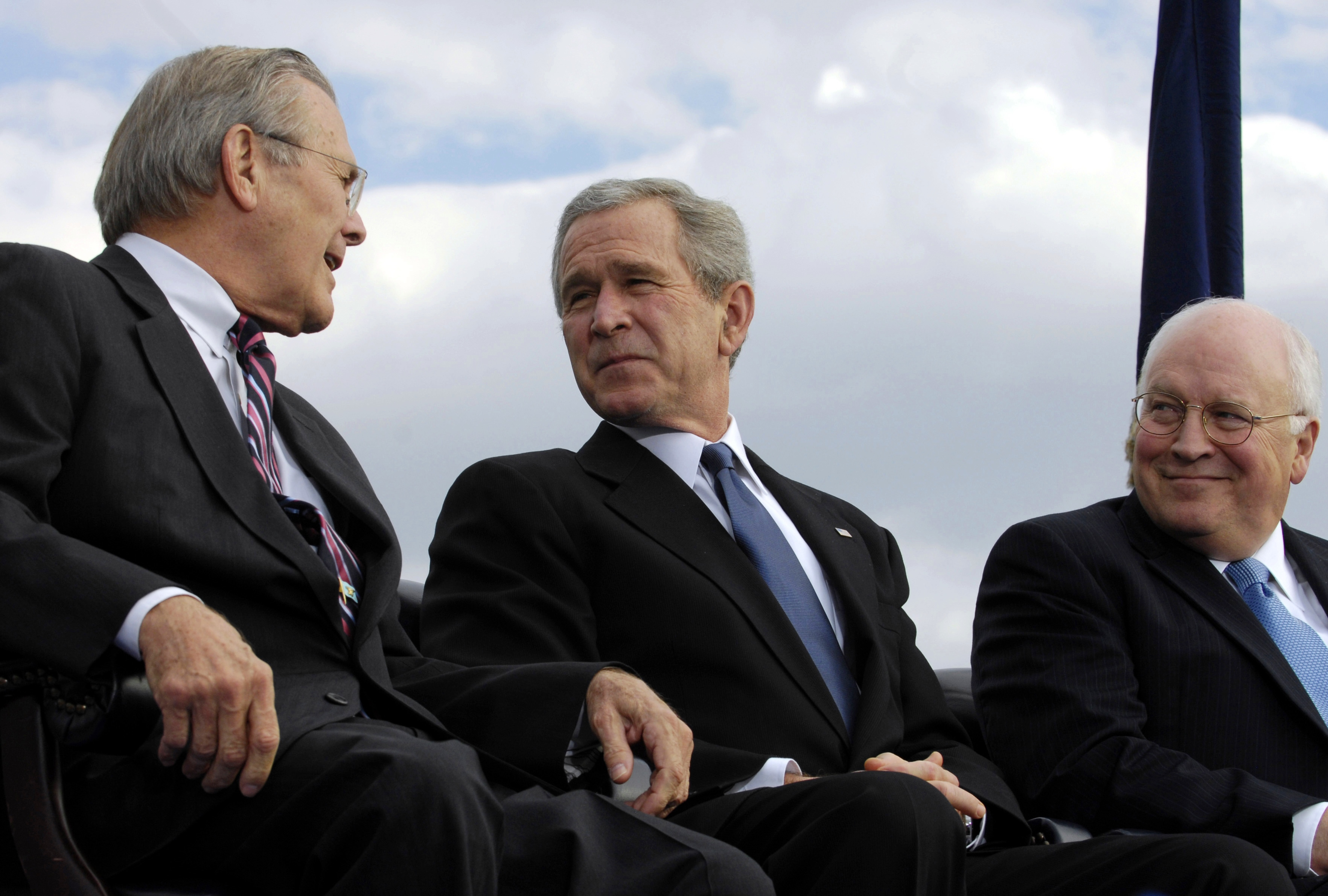
Вице-президент Дик Чейни (справа), министр обороны Дональд Рамсфилд (слева) и президент Джордж Буш (младший) (в центре)

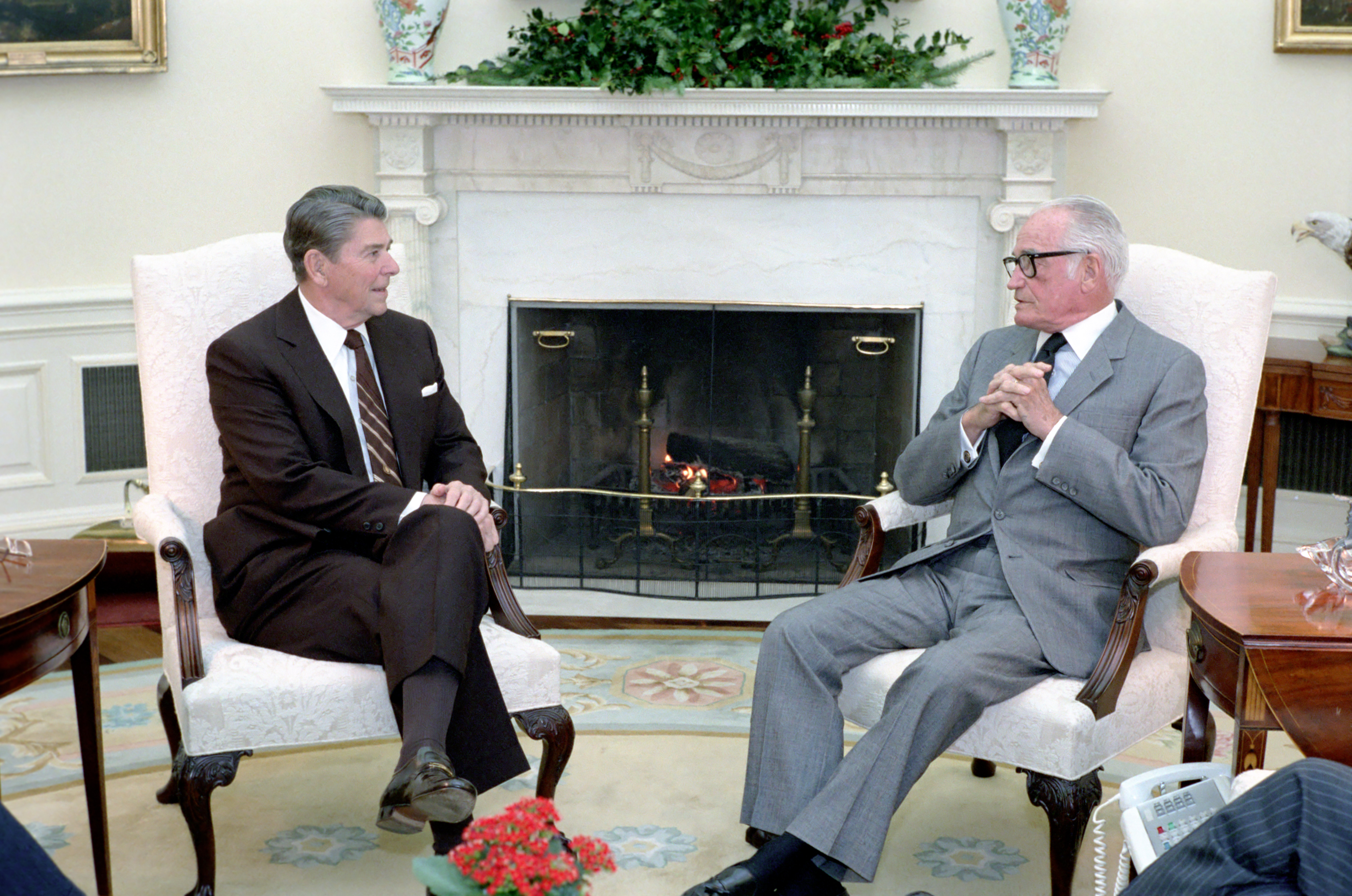
Сенатор Барри Голдуотер (справа) и президент Рональд Рейган (слева) в Овальном кабинете (1984)

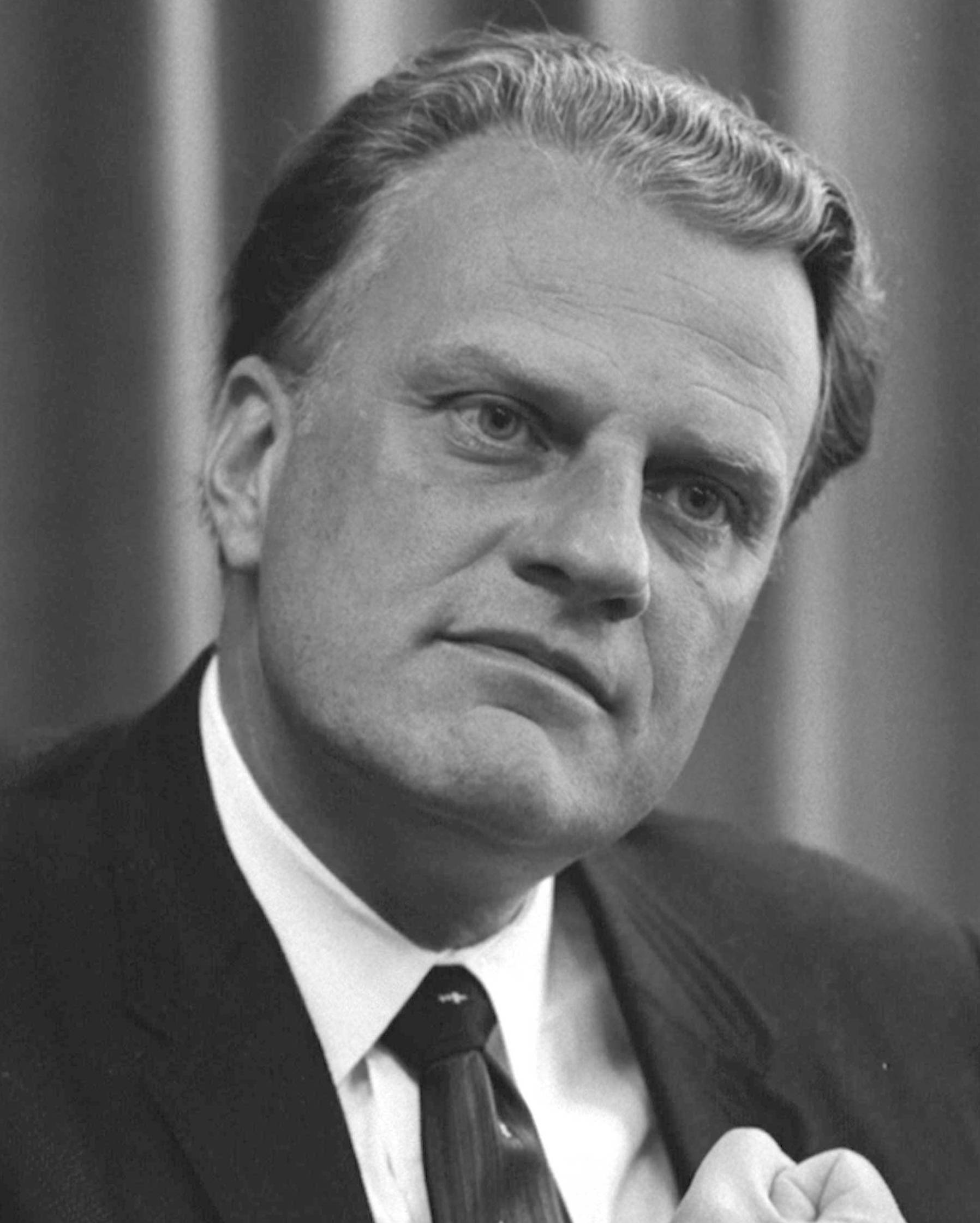
Телепроповедник Билли Грэм

Ниже приведён список известных американских консерваторов.
| ФИО                  | Годы жизни | Известен | Прим.                           |
| -------------------- | ---------- | --- | ------------------------------- |
| Уильям Бакли-младший | 1925—2008  | автор и телеведущий, политический обозреватель, основатель правоконсервативного журнала National Review | [ 204 ] [ 205 ] [ 206 ] [ 207 ] |
| Билл Кристол         | 1952—      | политолог, основатель и редактор политического журнала The Weekly Standard, регулярный комментатор Fox News Channel | [ 208 ]                         |
| Филлис Шлэфли        | 1924—2016  | конституционный юрист и гражданский активист | [ 209 ]                         |
| Уиттекер Чемберс     | 1901—1961  | писатель и журналист, бывший коммунист и агент советский разведки, автор мемуаров «Свидетель» (Witness) | [ 210 ] [ 211 ]                 |
| Джеймс Бернхем       | 1905—1987  | философ, социолог и экономист, теоретик консерватизма | [ 212 ]                         |
| Джордж Стиглер       | 1911—1991  | экономист, лауреат Нобелевской премии по экономике 1982 года | [ 213 ] [ 214 ]                 |
| Милтон Фридман       | 1912—2006  | экономист, один из лидеров Чикагской школы, лауреат Нобелевской премии по экономике 1976 года | [ 215 ]                         |
| Уильям Рашер         | 1923—2011  | юрист, публицист и обозреватель, активист, оратор, участник дебатов | [ 216 ] [ 217 ]                 |
| Артур Лаффер         | 1940—      | экономист, советник Рональда Рейгана и Маргарет Тэтчер | [ 218 ] [ 219 ]                 |
| Чарльз Краутхаммер   | 1950—2018  | журналист, газетный обозреватель и комментатор | [ 220 ]                         |
| Бен Шапиро           | 1984—      | политический комментатор, писатель и юрист, основатель и главный редактор сайта The Daily Wire | [ 221 ] [ 222 ] [ 223 ]         |
| Роберт Тафт          | 1889—1953  | Сенатор от Огайо (1939—1953), лидер большинства Сената (1953—1953) | [ 224 ]                         |
| Клэр Бут Люс         | 1903—1987  | драматург, редактор, журналистка, член Палаты представителей США от Коннектикута (1943—1947), посол | [ 225 ]                         |
| Джозеф Маккарти      | 1908—1957  | Сенатор от Висконсина (1947—1957), с чьим именем связывают период политических гонений, известный как «маккартизм» | [ 226 ] [ 227 ]                 |
| Барри Голдуотер      | 1909—1998  | Сенатор от Аризоны (1953—1965 и 1969—1987), кандидат в президенты на выборах 1964 года | [ 228 ]                         |
| Рональд Рейган       | 1911—2004  | Актёр, теле- и радиоведущий, 33-й губернатор Калифорнии (1967—1975), 40-й президент США (1981—1989) | [ 229 ] [ 230 ]                 |
| Уильям Ренквист      | 1924—2005  | Юрист, 16-й председатель Верховного суда (1986—2005) | [ 231 ]                         |
| Джин Киркпатрик      | 1926—2006  | Политолог, представитель США при ООН (1981—1985) | [ 232 ]                         |
| Эдвин Миз            | 1931—      | Юрист и политик, генпрокурор США (1985—1988) | [ 233 ]                         |
| Оррин Хэтч           | 1934—      | Сенатор от Юты (1977—2019) | [ 234 ]                         |
| Джек Кемп            | 1935—2009  | Футболист-профессионал, член Палаты представителей от Нью-Йорка (1971—1989), Министр (1989—1993) | [ 235 ]                         |
| Рон Пол              | 1935—      | Писатель, врач и политик, член Палаты представителей США от Техаса (1976—1977, 1979—1985 и 1997—2013), лидер консервативных либертарианцев, «интеллектуальный крёстный отец» Движения чаепития                                                   | [ 208 ] [ 236 ] [ 237 ]         |
| Антонин Скалиа       | 1936—2016  | Судья Верховного суда (1986—2016), известный как ведущий представитель оригинализма и текстуализма | [ 238 ]                         |
| Патрик Бьюкенен      | 1938—      | Публицист и комментатор, политик, один из идеологов и лидеров палеоконсерватизма, соучредитель журнала The American Conservative | [ 239 ] [ 240 ] [ 241 ]         |
| Дик Чейни            | 1941—      | 7-й глава администрации президента США (1975—1977), член Палаты представителей от Вайоминга (1979—1989), 17-й министр обороны (1989—1993), 46-й вице-президент (2001—2009), известен своими «ястребиными» взглядами на национальную безопасность | [ 242 ]                         |
| Ньют Гингрич         | 1943—      | Член Палаты представителей от Джорджии (1979—1999), 58-й спикер Палаты представителей (1995—1999), идеолог «республиканской революции» | [ 242 ]                         |
| Дональд Трамп        | 1946—      | Предприниматель, 45-й президент США (с 2017) | [ 243 ]                         |
| Джордж Буш-младший   | 1946—      | 46-й губернатор Техаса (1995—2000), 43-й президент США (2001—2009) | [ 244 ] [ 242 ]                 |
| Митт Ромни           | 1947—      | 70-й губернатор Массачусетса (2003—2007), сенатор от Юты (с 2019) | [ 242 ]                         |
| Джон Болтон          | 1948—      | 25-й представитель при ООН (2005—2006), 27-й советник президента США по национальной безопасности (2018—2019), известен своими «ястребиными» взглядами на внешнюю политику                                                                       | [ 245 ] [ 246 ]                 |
| Кларенс Томас        | 1948—      | Член Верховного суда (с 1991 года), второй афроамериканец в Верховном суде, считается одним из самых консервативных судей Верховного суда США с 1937 года                                                                                        | [ 208 ] [ 247 ]                 |
| Карл Роув            | 1950—      | Политтехнолог Дж. Буша-младшего, его старший советник и заместитель главы администрации | [ 248 ]                         |
| Джим Деминт          | 1951—      | Конгрессмен от Южной Каролины (1999—2013), один из лидеров Движения чаепития, президент Heritage Foundation (2013—2017) | [ 249 ]                         |
| Кондолиза Райс       | 1954—      | 20-я советник президента по национальной безопасности (2001—2005), 66-я госсекретарь (2005—2009) | [ 250 ]                         |
| Джон Гловер Робертс  | 1955—      | 17-й Председатель Верховного суда (с 2005 года) | [ 242 ]                         |
| Мишель Бахман        | 1956—      | Член Палаты представителей от Миннесоты (2007—2015) | [ 251 ]                         |
| Майк Пенс            | 1959—      | Член Палаты представителей от Индианы (2001—2013), 50-й губернатор Индианы (2013—2017), 48-й вице-президент (с 2017) | [ 242 ] [ 252 ]                 |
| Рэнд Пол             | 1963—      | Сенатор от Кентукии (с 2011), один из лидеров консервативных либертарианцев, сын Рона Пола | [ 253 ]                         |
| Сара Пэйлин          | 1964—      | 9-й губернатор Аляски (2006—2009) | [ 242 ]                         |
| Тим Скотт            | 1965—      | Конгрессмен от Южной Каролины (с 2011), второй сенатор-афроамериканец от республиканцев | [ 254 ]                         |
| Скотт Кевин Уокер    | 1967—      | 45-й губернатор Висконсина (2011—2019) | [ 255 ]                         |
| Тед Круз             | 1970—      | Сенатор от Техаса (с 2013), первый политик латиноамериканского происхождения, избранный сенатором от Техаса | [ 256 ] [ 257 ] [ 258 ]         |
| Пол Райан            | 1970—      | Член Палаты представителей от Висконсина (1999—2019), 62-й спикер Палаты представителей (2015—2019) | [ 242 ] [ 259 ]                 |
| Майкл Ли             | 1971—      | Сенатор от Юты (с 2011) | [ 260 ]                         |
| Марко Рубио          | 1971—      | Спикер Палаты представителей Флориды (2007—2009), сенатор от Флориды (с 2011) | [ 261 ] [ 262 ] [ 256 ]         |
| Том Коттон           | 1977—      | Конгрессмен от Арканзаса (с 2013) | [ 263 ]                         |
| Роджер Милликен      | 1915—2010  | Миллиардер и благотворитель, один из ведущих спонсором Республиканской партии | [ 264 ]                         |
| Билли Грэм           | 1918—2018  | Баптистский пастор, теле- и радиопроповедник, писатель, известный своей поддержкой капитализма, был духовным советником нескольких президентов США                                                                                               | [ 265 ]                         |
| Ричард Девос         | 1926—      | Предприниматель, соучредитель компании Amway, один из самых крупных спонсоров Республиканской партии и консервативных организаций | [ 266 ] [ 267 ]                 |
| Руперт Мёрдок        | 1931—      | Медиамагнат, владелец СМИ, кинокомпаний и издательств, основал телеканал Fox News | [ 268 ]                         |
| Шелдон Адельсон      | 1933—      | Владелец Las Vegas Sands, один из крупнейших спонсоров Республиканской партии | [ 269 ]                         |
| Джерри Фолуэлл       | 1933—2007  | Влиятельный пастор и телепроповедник, основал организацию «Моральное большинство» | [ 270 ] [ 271 ]                 |
| Чарльз Кох           | 1935—      | Совладелец Koch Industries, благотворитель и донор консервативных организаций и кандидатов | [ 266 ] [ 272 ]                 |
| Дэвид Кох            | 1940—2019  | Совладелец Koch Industries, благотворитель и донор консервативных организаций и кандидатов | [ 266 ] [ 272 ]                 |
| Питер Тиль           | 1967—      | Венчурный инвестор и политический активист | [ 273 ]                         |
| Генри Люс            | 1898—1967  | Журналист и издатель, создатель журналов Time, Fortune, Life и других изданий | [ 274 ]                         |
| Уильям Сафир         | 1929—2009  | Журналист, колумнист The New York Times, лауреат Пулитцеровской премии 1978 года, спичрайтер президента Ричарда Никсона | [ 275 ] [ 276 ]                 |
| Роджер Айлз          | 1940—2017  | Медиа-деятель, президент Fox News Channel с момента основания, медиаконсультант нескольких президентов-республиканцев | [ 242 ]                         |
| Херман Кейн          | 1945—      | Бизнесмен и политик, радиоведущий, синдицированный обозреватель | [ 277 ]                         |
| Деннис Прагер        | 1948—      | Радиоведущий, журналист и писатель | [ 278 ] [ 279 ]                 |
| Билл О’Райли         | 1949—      | Журналист, политобозреватель, теле- и радиоведущий, писатель | [ 262 ] [ 280 ]                 |
| Раш Лимбо            | 1951—      | Радиоведущий | [ 242 ]                         |
| Энн Коултер          | 1961—      | Политический обозреватель | [ 281 ] [ 282 ]                 |
| Лора Ингрэм          | 1964—      | Политический обозреватель, теле- и радиоведущий | [ 283 ] [ 284 ]                 |
| Лиз Чейни            | 1966—      | Комментатор Fox News, член Палаты представителей от Вайоминга (с 2017), дочь Дика Чейни | [ 262 ]                         |
| Эндрю Брейтбарт      | 1969—2012  | Актёр, кинопродюсер, блогер, издатель, журналист и редактор, создатель сайта Breitbart News | [ 228 ] [ 285 ] [ 286 ]         |
| Джона Голдберг       | 1969—      | политолог, колумнист и публицист, главный редактор National Review Online | [ 283 ]                         |

## Организации

### Мозговые центры

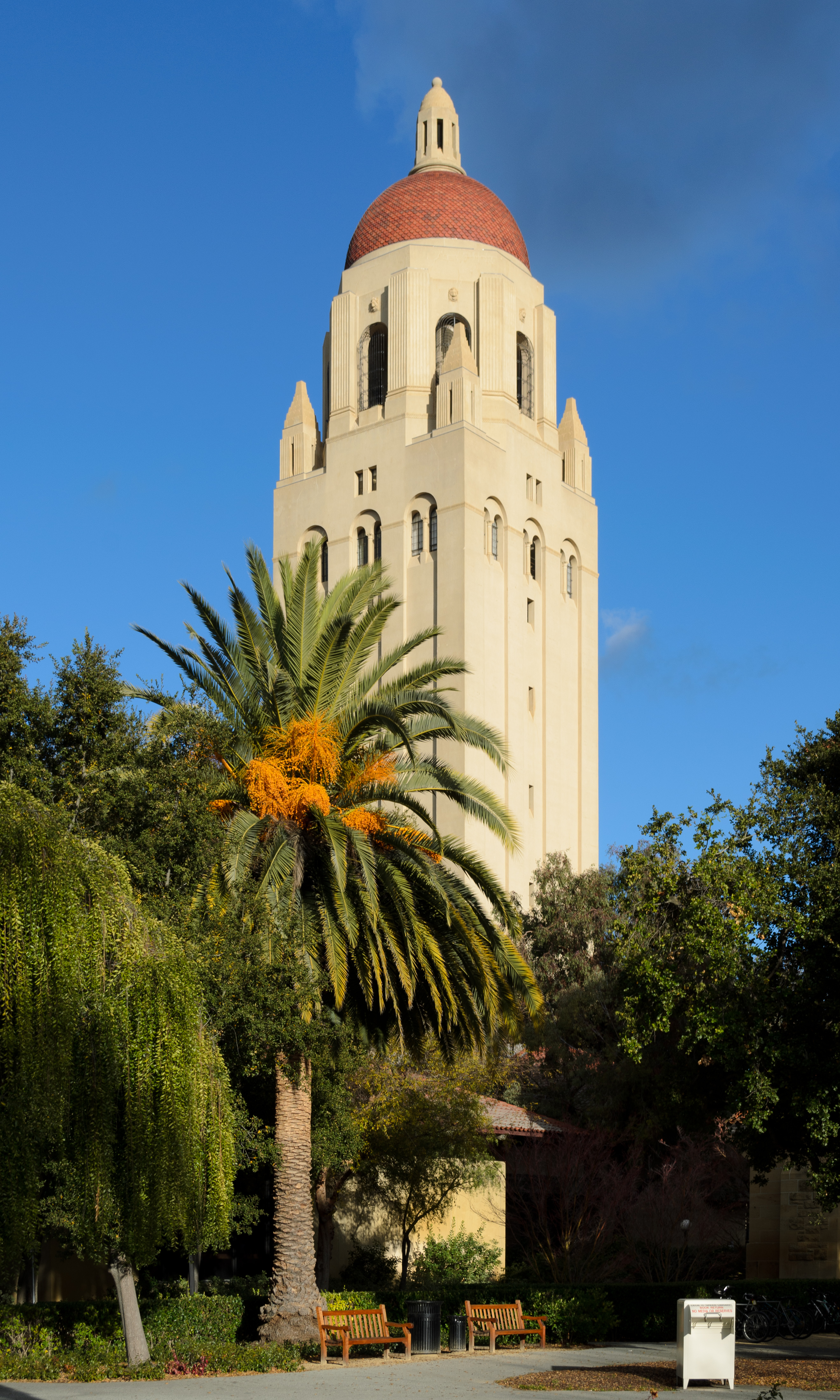
Hoover Tower — здание на территории кампуса Стэнфордского университета в Станфорде (Калифорния), в котором размещаются библиотека и архивы Гуверовского институт войны, революции и мира.

| Название                                         | Годы | Место                      | Миссия | Прим.           |
| ------------------------------------------------ | ---- | -------------------------- | --- | --------------- |
| Гуверовский институт войны, революции и мира     | 1919 | Станфорд (Калифорния)      | Продвигает «свободное и мирное общество»                                                                                            | [ 287 ]         |
| Американский институт предпринимательства        | 1938 | Вашингтон                  | «Защищать принципы и улучшать институты американской свободы и демократического капитализма Америки»                                | [ 287 ]         |
| Гудзонский институт                              | 1961 | Вашингтон                  | Продвигает «американское лидерство и глобальное участие в безопасном, свободном и процветающем будущем»                             | [ 288 ]         |
| Heritage Foundation                              | 1973 | Вашингтон                  | «Строить Америку, в которой процветают свобода, возможности, успех и гражданское общество»                                          | [ 287 ]         |
| Институт Катона                                  | 1974 | Вашингтон                  | Исследовательская и просветительская организация праволибертарианского направления                                                  | [ 287 ]         |
| Манхэттенский институт политических исследований | 1977 | Нью-Йорк                   | «Способствовать экономическому выбору и индивидуальной ответственности»                                                             | [ 289 ] [ 290 ] |
| Ризон-фаундейшн                                  | 1978 | Лос-Анджелес (Калифорния)  | «Продвижение свободного общества путём развития, применения и продвижения либертарианских принципов»                                | [ 289 ]         |
| Институт Клермонта                               | 1979 | Апленд (Калифорния)        | «Вернуть принципам основателей Америки их авторитет в нашей национальной жизни»                                                     | [ 287 ]         |
| Меркатус-центр                                   | 1980 | Арлингтон (Виргиния)       | Продвижение рыночных подходов в государственной политике                                                                            | [ 289 ]         |
| Институт Людвига фон Мизеса                      | 1982 | Оберн (Алабама)            | Продвигает «разумное экономическое мышление» в духе «австрийской школы»                                                             | [ 289 ]         |
| Институт конкурентного предпринимательства       | 1984 | Вашингтон                  | Продвижение принципов «малого правительства», свободного предпринимательства и свободы личности                                     | [ 287 ]         |
| Институт Хартленд                                | 1984 | Арлингтон-Хайтс (Иллинойс) | «Продвигать на рыночные решения социальных и экономических проблем». Известен отрицанием изменения климата                          | [ 289 ] [ 291 ] |
| Discovery Institute                              | 1990 | Сиэтл (Вашингтон)          | Выступает в поддержку концепции «разумного замысла» и за изучение креационизма в школах наряду с общепризнанными научными теориями  | [ 287 ]         |
| Институт изучения религии и свободы им. Актона   | 1990 | Гранд-Рапидс (Мичиган)     | «Содействие свободному и добродетельному обществу, отличающемуся индивидуальной свободой и поддерживаемому религиозными принципами» | [ 287 ]         |

### Фонды
| Название                   | Годы      | Место                     | Миссия | Прим.           |
| -------------------------- | --------- | ------------------------- | --- | --------------- |
| Фонд Линде и Гарри Брэдли  | 1942      | Милуоки (Висконсин)       | Поддержка республиканских «мозговых центров» | [ 292 ] [ 293 ] |
| Фонд Джона Темплтона       | 1987      | Коншохокен (Пенсильвания) | Поддержка прогресса в религиозных и духовных знаниях, исследования методов поощрения и развития моральных качеств, интеллекта и креативности людей, а также продвижение свободного рынка                              | [ 292 ]         |
| Фонды семьи Кох            | 1980      | Арлингтон (Виргиния)      | Поддержка либертарианских и консервативных аналитических центров | [ 292 ] [ 294 ] |
| Фонд Ловетта и Рут Питерс  | 1994      | Цинциннати (Огайо)        | Реформа образования США K-12 и совершенствование образовательных технологий | [ 295 ]         |
| Фонд семьи Мерсер          | 2005      | Нью-Йорк                  | Защита основных свобод, поддержка учреждений и группам, которые занимаются индивидуальными правами и благополучием ветеранов                                                                                          | [ 296 ]         |
| Фонд Франклина Олина       | 1938—2005 |                           | Поддержка республиканских «мозговых центров» | [ 293 ] [ 297 ] |
| Фонд Ричарда и Хелен Девос | 1970      | Гранд-Рапидс (Мичиган)    | Поддержка консервативных и евангельских христианских организаций, школ и групп | [ 266 ]         |
| Фонды Скейфов              | 1985      | Питтсбург (Пенсильвания)  | Поддержка консервативных исторических, образовательных, политических анти-экологических и других организаций | [ 298 ] [ 293 ] |
| Траст свободы Сёрла        | 1998      | Вашингтон                 | «Поддерживать работу, которая приведёт к более справедливому, свободному и процветающему обществу» | [ 293 ] [ 298 ] |
| Фонд Смита Ричардсона      | 1935      | Уэстпорт (Коннектикут)    | Поддержка исследований в области в области внешней и внутренней политики с целью «содействовать важным общественным дебатам и решать серьёзные проблемы государственной политики, стоящие перед Соединёнными Штатами» | [ 292 ] [ 293 ] |

### Другие организации

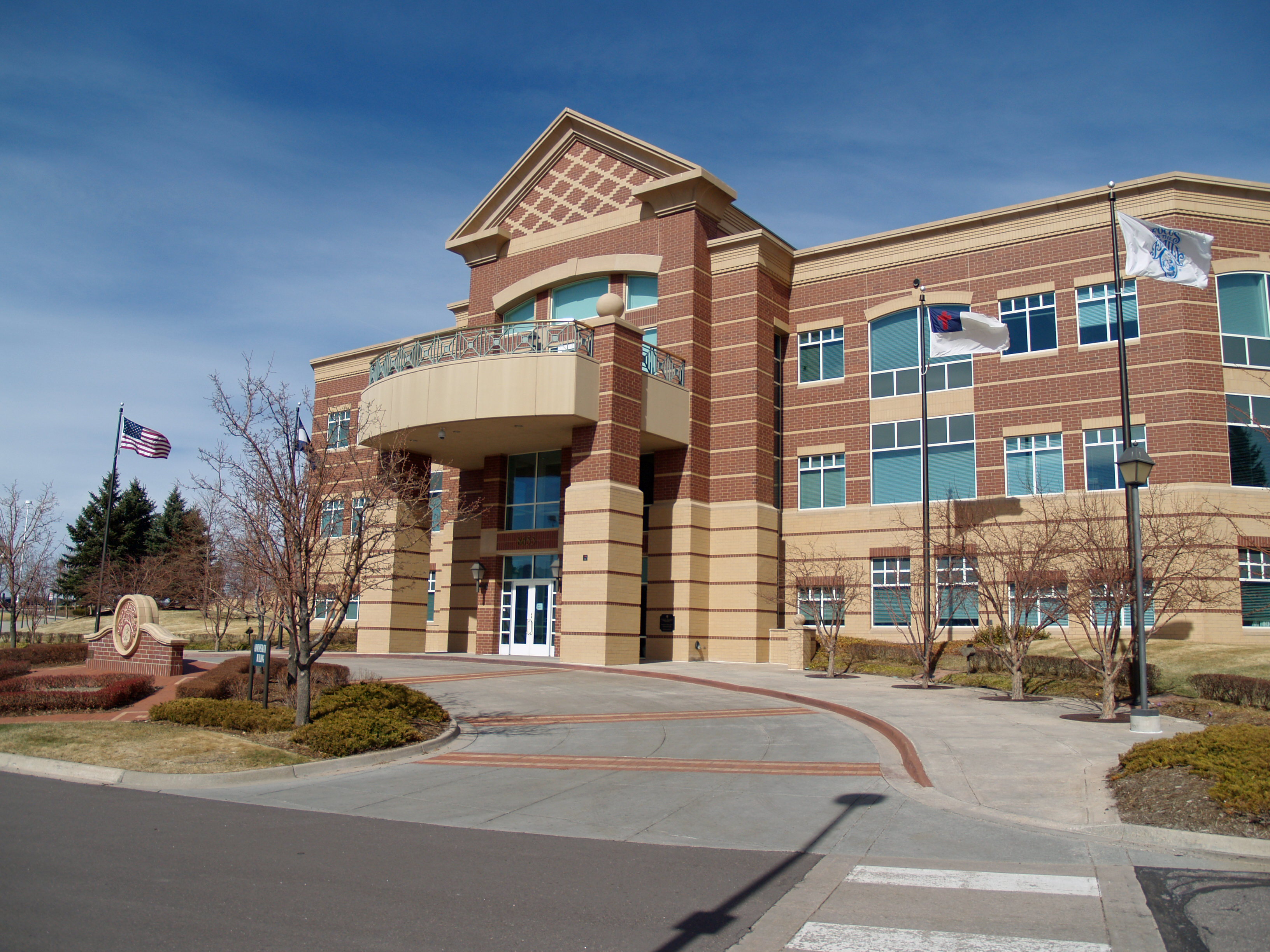
Штаб-квартира Focus on the Family

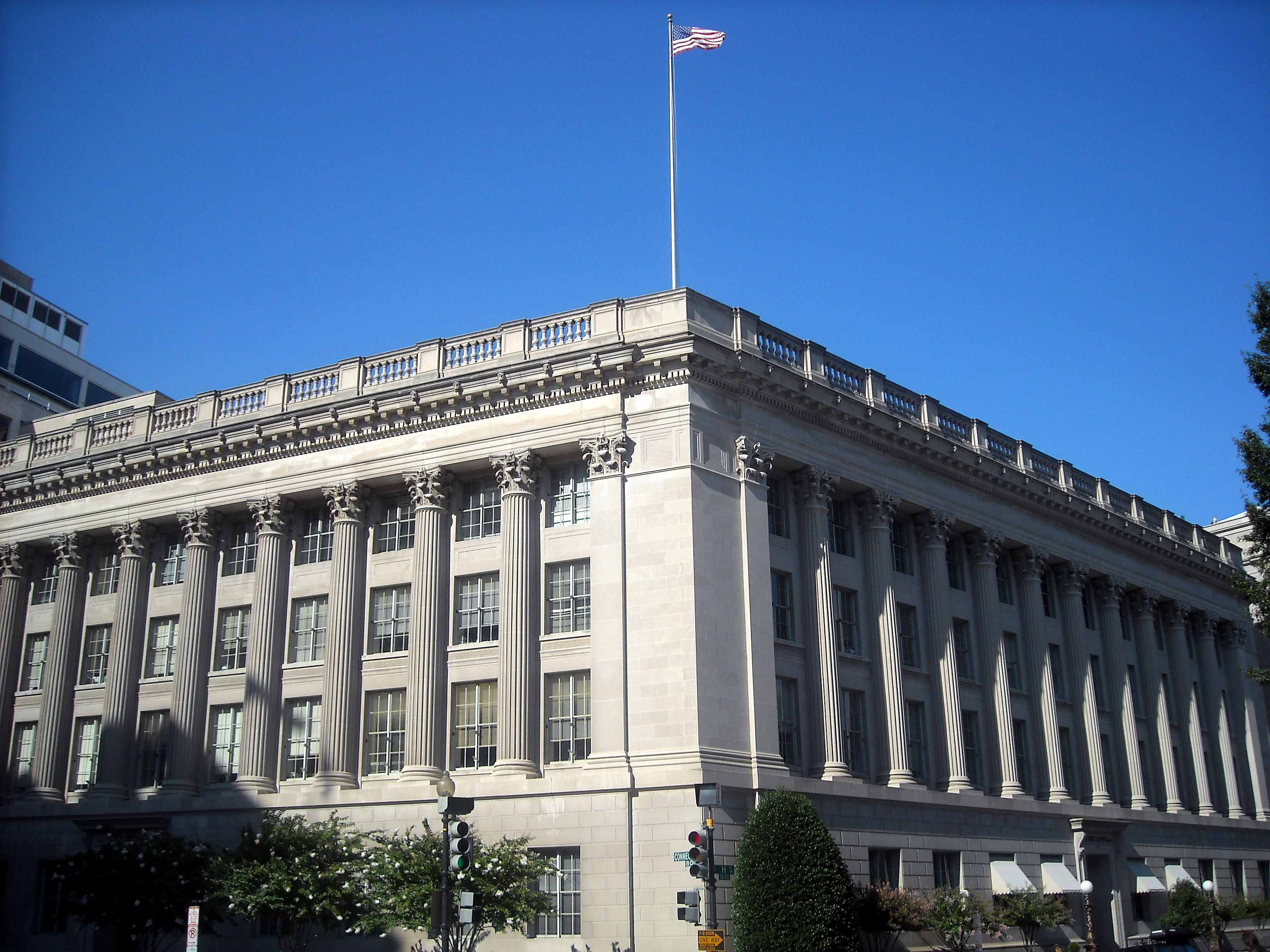
Штаб-квартира Торговой палаты США

| Название                           | Годы      | Место                        | Миссия | Прим.                           |
| ---------------------------------- | --------- | ---------------------------- | --- | ------------------------------- |
| Моральное большинство              | 1979—1989 | Скотсдейл (Аризона)          | Консервативная право-христианская организация, созданная телепроповедником Джерри Фолуэллом. Сыграла важную роль в победах Рональда Рейгана на выборах                                                                                 | [ 299 ] [ 300 ] [ 301 ]         |
| Альянс в защиту свободы            | 1994      | Скотсдейл (Аризона)          | Консервативная право-христианская организация в защиту «религиозной свободы, святости жизни, брака и семьи» | [ 302 ] [ 303 ]                 |
| Американский консервативный союз   | 1964      | Александрия (Виргиния)       | Старейшей в стране консервативная лоббистская организация, созданная «с целью координации и направления американского консерватизма»                                                                                                   | [ 304 ]                         |
| Ассоциация американских семей      | 1977      | Тьюпело (Миссисипи)          | Лоббистская фундаменталистская протестантская организация в защиту традиционной семьи | [ 305 ]                         |
| Американский законодательный совет | 1973      | Арлингтон (округ) (Виргиния) | Объединяет консервативных законодателей штатов и представителей частного сектора, которые разрабатывают и лоббируют законодательные акты для штатов                                                                                    | [ 306 ] [ 307 ]                 |
| Американцы за процветание          | 2004      | Арлингтон (округ) (Виргиния) | Либертарианско/консервативная политическая лоббистская группа, аффилировання с Движением чаепития | [ 308 ]                         |
| Клуб Роста                         | 1999      | Вашингтон                    | Комитет политических действий, «способствующее приверженности республиканцев свободному рынку, свободной торговле и борьбе с регулированием»                                                                                           | [ 309 ]                         |
| Concerned Women for America        | 1979      | Вашингтон                    | Социально консервативная, евангелистская христианская и антифеминистская некоммерческая женская активистская группа | [ 310 ] [ 311 ] [ 312 ] [ 313 ] |
| Совет по национальной политике     | 1981      | Вашингтон                    | Объединяет влиятельных консервативных лидеров бизнеса, политики, религии и научных кругов, которые собираются три раза в год под лозунгом «Укрепление консервативного движения»                                                        | [ 314 ]                         |
| Коалиция веры и свободы            | 2009      | Дулут (Джорджия)             | Республиканская фандрайзинговая организация, задуманная основателем Христианской коалиции Ральфом Ридом как мост между Движением чаепития и избирателями-евангелистами                                                                 | [ 315 ]                         |
| Family Research Council            | 1983      | Вашингтон                    | Консервативная христианская организация в защиту традиционных семейных ценностей | [ 316 ]                         |
| Федералистское общество            | 1982      | Вашингтон                    | Группа консерваторов и либертарианцев за свободу личности, традиционные ценности и верховенство права, а также за проти распространения ортодоксальной либеральной идеологии среди юристов                                             | [ 317 ]                         |
| Focus on the Family                | 1977      | Колорадо-Спрингс (Колорадо)  | Социально-консервативная и христианско-фундаменталистская организация в защиту традиционных семейных ценностей | [ 266 ]                         |
| FreedomWorks                       | 2004      | Вашингтон                    | Инициативная организация консерваторов и либертарианцев в защиту индивидуальных свобод | [ 318 ]                         |
| Независимый женский форум          | 1992      | Вашингтон                    | Женская организация для продвижения «консервативной альтернативы феминистским принципам» | [ 319 ]                         |
| Общество Джона Бёрча               | 1849      | Гранд-Шут (Висконсин)        | Праворадикальная политическая группа, стоящая на платформе антикоммунизма, конституционной республики и личных свобод, ограничения влияния государства                                                                                 | [ 320 ]                         |
| Judicial Watch                     | 1994      | Вашингтон                    | Консервативная активистская группа, которая подаёт иски в соответствии с Законом о свободе информации для расследования заявленных неправомерных действий со стороны государственных чиновников                                        | [ 321 ] [ 322 ]                 |
| State Policy Network               | 1986      | Арлингтон (Виргиния)         | Головная организация консорциума консервативных и либертарианских аналитических центров, которые занимаются политикой на уровне штатов                                                                                                 | [ 323 ] [ 324 ]                 |
| Turning Point USA                  | 2012      | Финикс (Аризона)             | Крайне правая протрампистская организация для продвижения среди студентов принципов финансовой ответственности, свободного рынка и «малого» правительства, а также в защиту консервативных студентов и против левой пропаганды в вузах | [ 325 ] [ 326 ] [ 327 ] [ 328 ] |
| Торговая палата США                | 1912      | Вашингтон                    | Бизнес-ориентированная лоббистская группа, поддерживающая на выборах кандидатов от республиканцев и консервативных демократов | [ 329 ] [ 330 ] [ 331 ]         |
| Молодые американцы за свободу      | 1960      | Рестон (Виргиния)            | Консервативная молодёжная организация в защиту «традиционных консервативных принципов», созданная Уильямом Бакли-младшим | [ 239 ]                         |

## Медиа

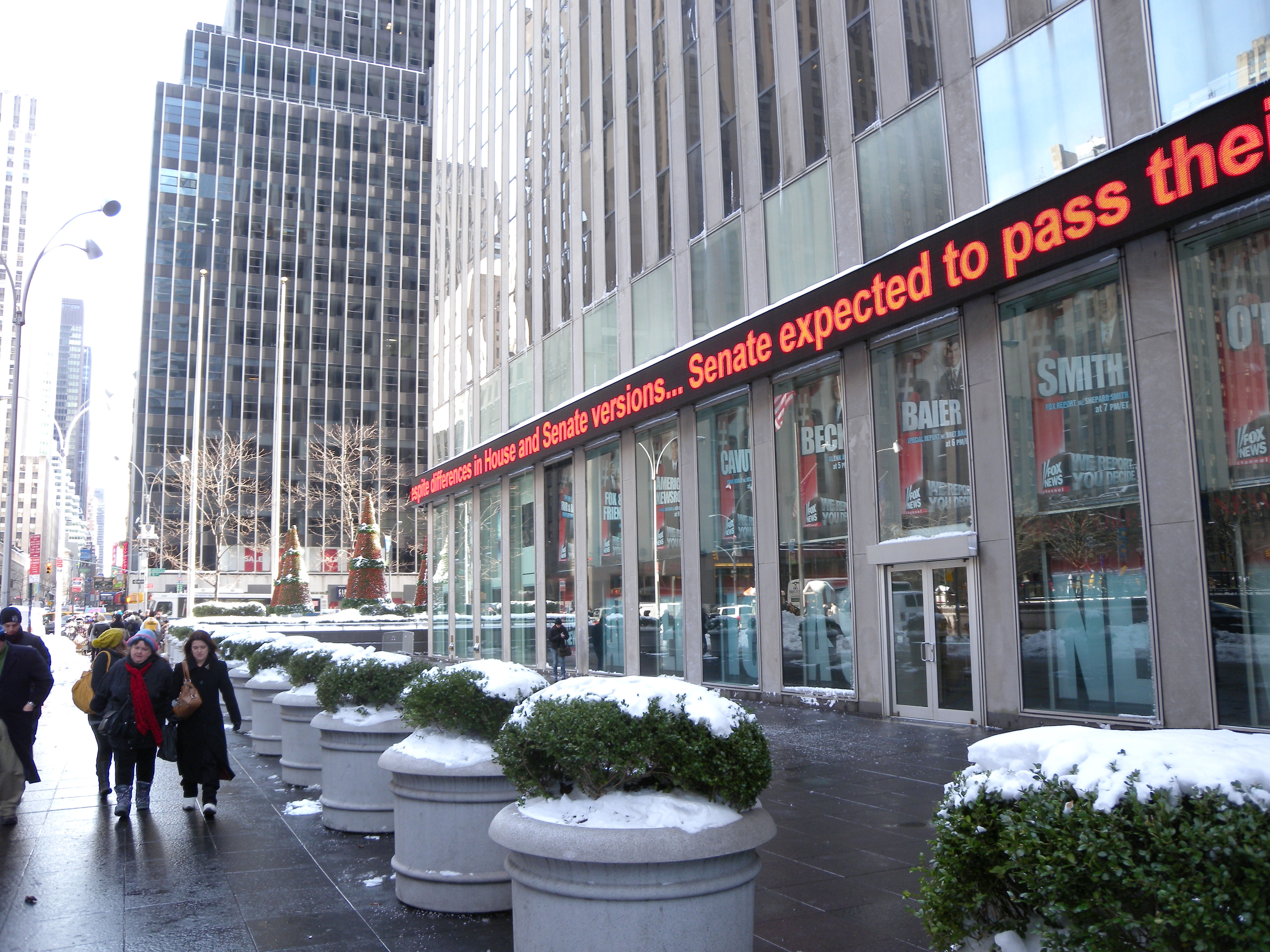
Студия Fox News в 2009 году

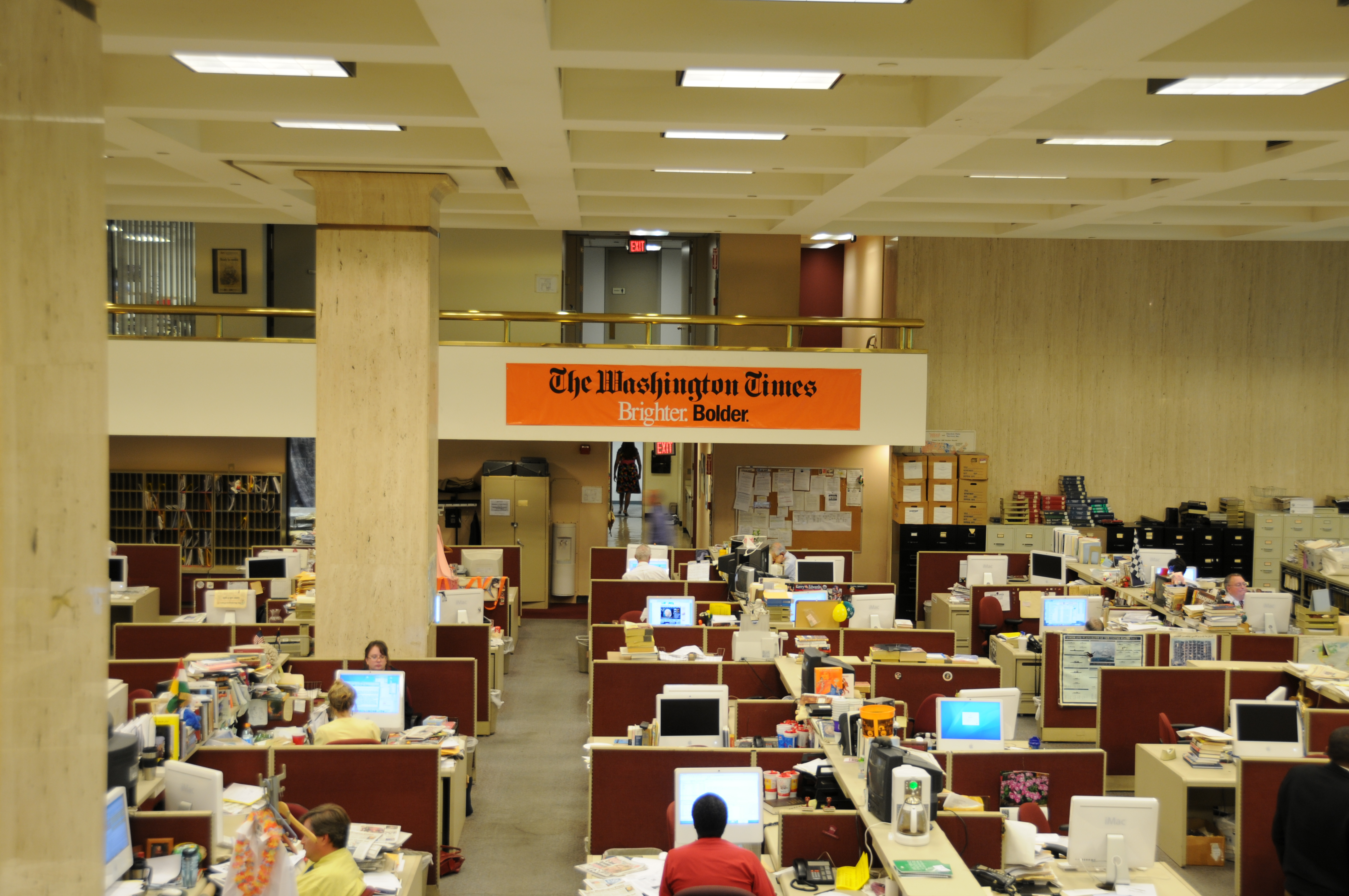
Новостной отдел The Washington Times

| Название                   | Годы      | Место                     | Миссия | Прим.                                   |
| -------------------------- | --------- | ------------------------- | --- | --------------------------------------- |
| The American Conservative  | 2002      | Вашингтон                 | Палеоконсервативный журнал, учреждённый Патом Бьюкененом | [ 332 ]                                 |
| The American Spectator     | 1924      | Алегзандрия (Виргиния)    | Консервативный онлайн-журнал, известный своими расследованиями в отношении Билла Клинтона в период его президентства                                               | [ 333 ]                                 |
| Blaze Media                | 2018      | Ирвинг (Техас)            | Консервативная медиа-компания, созданная в результате слияния сети платного телевидения TheBlaze и веб-сайта CRTV LLC.                                             | [ 334 ]                                 |
| Breitbart News             | 2007      | Лос-Анджелес (Калифорния) | Крайне правый новостной сайт, основанный журналистом Эндрю Брейтбартом                                                                                             | [ 335 ] [ 336 ] [ 337 ] [ 338 ] [ 339 ] |
| Chronicles                 | 1976      | Рокфорд (Иллинойс)        | Ежемесячный журнал, издаваемый палеоконсерваторами из Rockford Institute                                                                                           | [ 332 ]                                 |
| CNSNews.com                | 1998      | Рестон (Виргиния)         | Консервативный новостной веб-сайт | [ 340 ]                                 |
| Commentary                 | 1945      | Нью-Йорк                  | Ежемесячный журнал, начинавший как еврейский левый, а ставший правым неоконсервативный                                                                             | [ 341 ]                                 |
| The Daily Caller           | 2010      | Вашингтон                 | Новостной веб-сайт, созданный как «консервативный ответ на The Huffington Post»                                                                                    | [ 342 ]                                 |
| Drudge Report              | 1995      | Голливуд (Калифорния)     | Новостной агрегатор консервативной направленности, созданный политкомментатором Мэттом Драджем                                                                     | [ 343 ] [ 344 ] [ 345 ]                 |
| Fox News                   | 1996      | Нью-Йорк                  | Новостной канал кабельного телевидения компании Fox Corporation | [ 346 ]                                 |
| Free Republic              | 1997      | Фресно (Калифорния)       | Модерируемый интернет-форум и чат-сайт, пропагандирующие «передовую консервативную активность»                                                                     | [ 347 ] [ 348 ]                         |
| FrontPage                  |           | Шерман-Окс (Лос-Анджелес) | Неоконсервативный веб-сайт политических новостей и комментариев под эгидой Центра свободы Дэвида Горовица                                                          | [ 349 ]                                 |
| Human Events               | 1944      | Вашингтон                 | Консервативные еженедельник и веб-сайт политических новостей и аналитики                                                                                           | [ 332 ]                                 |
| National Review            | 1955      | Нью-Йорк                  | Консервативный журнал, посвящённый новостям и комментариям по политическим, социальным и культурным вопросам, учреждённый Уильямом Ф. Бакли-младшим                | [ 341 ]                                 |
| New York Post              | 1801      | Нью-Йорк                  | Правая, популистская ежедневная газета компании News Corp | [ 332 ] [ 350 ] [ 351 ]                 |
| Newsmax Media              | 1998      | Бока-Ратон (Флорида)      | Мультиплатформенная сеть, ориентированная на консервативные СМИ, включающая кабельный новостной канал, новостной сайт, журнал и около 20 информационных бюллетеней | [ 352 ] [ 353 ]                         |
| One America News Network   | 2013      | Сан-Диего (Калифорния)    | Правоконсервативный новостной кабельный телеканал | [ 354 ]                                 |
| Reader's Digest            | 1922      | Нью-Йорк                  | Ежемесячный журнал для семейного чтения. С момента создания придерживался консервативного и антикоммунистического взгляда на политические и социальные вопросы     | [ 355 ] [ 356 ]                         |
| RedState                   | 2004      | Камарильо (Калифорния)    | Политический блог консервативной медиа-компании Salem Media | [ 357 ]                                 |
| Regnery Publishing         | 1947      | Вашингтон                 | Консервативное книжное издательство | [ 358 ]                                 |
| Sinclair Broadcast Group   | 1971      | Хант Вэлли (Мэриленд)     | Телекоммуникационный конгломерат консервативной направленности | [ 359 ]                                 |
| Townhall                   | 1995      | Камарильо (Калифорния)    | Консервативный веб-сайт, печатный журнал и служба радионовостей | [ 360 ] [ 361 ]                         |
| The Wall Street Journal    | 1889      | Нью-Йорк                  | Ведущая в стране ежедневная деловая газета, принадлежащая Руперут Мердоку                                                                                          | [ 332 ]                                 |
| The Washington Free Beacon | 2012      | Вашингтон                 | Консервативный веб-сайт политической журналистике | [ 362 ]                                 |
| The Washington Times       | 1982      | Вашингтон                 | Ежедневная газета особым акцентом на национальную политику | [ 332 ]                                 |
| The Weekly Standard        | 1995—2018 |                           | Неоконсервативный политический журнал новостей, анализа и комментариев                                                                                             | [ 332 ] [ 363 ]                         |
| WorldNetDaily              | 1997      | Вашингтон                 | Консервативные новостной веб-сайт и онлайн-агрегатор новостей | [ 364 ] [ 365 ]                         |